# Commerce de la glace

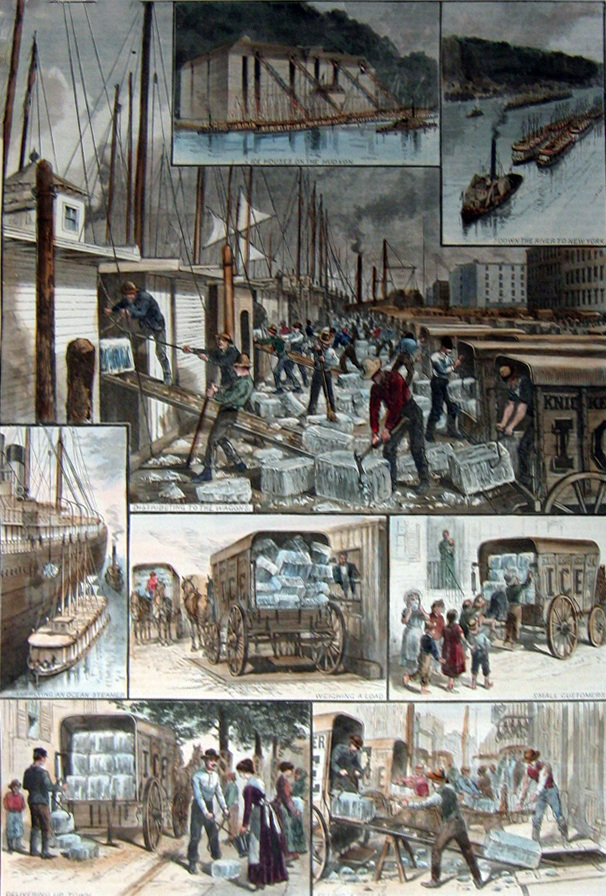
Le commerce de la glace à New York publié dans le numéro du 30 août 1884 du magazine Harper's Weekly.

Le commerce de la glace est une industrie du XIXe siècle dont l'objet est la récolte de blocs de glace d'origine naturelle, ensuite vendus aux commerçants, aux industriels et aux particuliers. La glace était récoltée à la surface des étangs et des cours d'eau gelés puis stockée dans des glacières avant d'être transportée par navire ou par train jusqu'aux clients dans le monde entier. Ce commerce révolutionna l'industrie agroalimentaire, mais fut supplanté au début du XXe siècle par la production artificielle de glace.
Cette industrie, très importante sur la côte Est des États-Unis et en Norvège, existait également dans d'autres pays, dont la France et la Suisse.
Le commerce fut initié en Nouvelle-Angleterre par l'homme d'affaires Frederic Tudor en 1806. Ce dernier vendait initialement la glace aux membres de l'élite européenne en Martinique dans les Caraïbes puis ses activités s'étendirent à Cuba et dans le Sud des États-Unis. Dans les années 1830 et 1840, le développement des navires à vapeur permit le transport de la glace récoltée en Amérique du Nord jusqu'en Europe, en Inde, en Amérique du Sud et en Australie. Néanmoins, le commerce de la glace commença à se concentrer sur l'approvisionnement des villes américaines en pleine croissance de la côte Est et des commerçants dans le Midwest. L'utilisation de glace dans des wagons frigorifiques permit aux abattoirs de Chicago et de Cincinnati de transformer la viande sur place avant son transport vers la côte et les marchés étrangers. La glace permit également le développement du transport au niveau national des fruits et légumes qui ne pouvaient auparavant être consommés que localement. L'utilisation de glace pour conserver les prises permit aux pêcheurs américains et britanniques de rester plus longtemps en mer tandis que les brasseries pouvaient à présent fonctionner toute l'année. Avec la diminution des exportations américaines dans les années 1870, la Norvège devint un producteur de premier plan et exportait de grandes quantités de glace au Royaume-Uni et en Allemagne.
À son apogée à la fin du XIXe siècle, l'industrie de la glace américaine employait environ 90 000 personnes, générait un chiffre d'affaires annuel d'environ 28 millions de dollars (environ 21 milliards de dollars de 2012) et utilisait des glacières pouvant contenir jusqu'à 250 000 tonnes de glace tandis que la Norvège exportait un million de tonnes de glace par an grâce à un réseau de lacs artificiels. La fin du XIXe siècle vit néanmoins le développement de techniques de production de glace artificielle. D'abord coûteuses et peu fiables, ces méthodes permirent de produire une glace compétitive en Australie et en Inde respectivement dans les années 1850 et 1870 ; à la veille de la Première Guerre mondiale en 1914, la production artificielle de glace aux États-Unis dépassa la quantité récoltée pendant l'hiver. L'entre-deux-guerres vit ainsi l'effondrement total du commerce de la glace dans le monde. Aujourd'hui, la glace est occasionnellement récoltée pour pratiquer la sculpture sur glace mais il reste peu de vestiges du réseau industriel de glacières du XIXe siècle.

## Histoire

### Avant leXIXesiècle

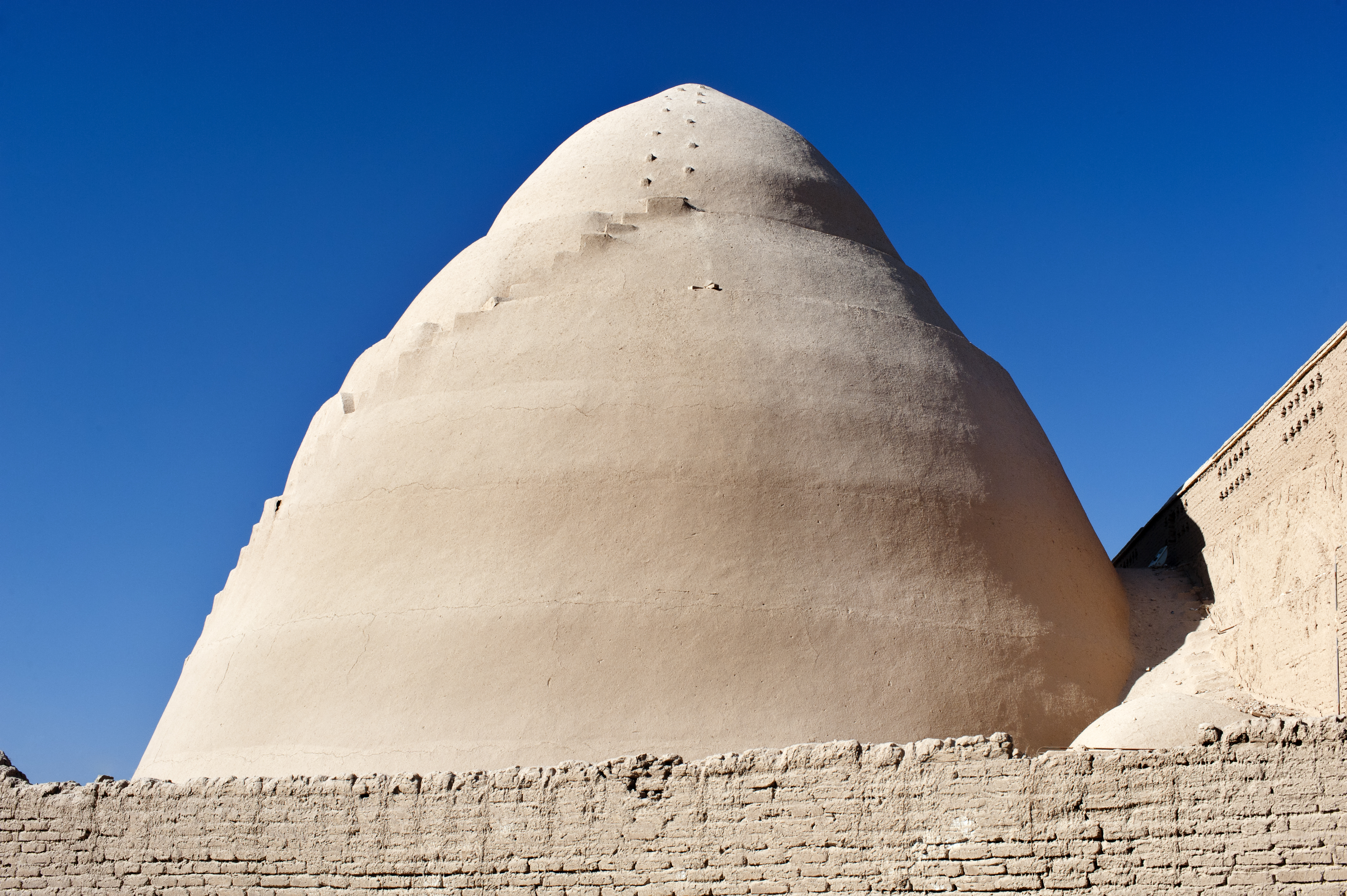
Photographie d'un yakhchal à Meybod en Iran. Les murs épais de ces bâtiments permettaient de stocker la glace jusqu'en été.

Avant l'émergence du commerce de la glace au XIXe siècle, la glace et la neige étaient collectées et stockées pendant l'été dans le monde entier mais cela ne dépassait jamais le stade artisanal. Sur le pourtour méditerranéen et en Amérique du Sud, il existait une longue tradition de récolte de la glace dans les Alpes et les Andes pendant les mois d'été avant son transport par les marchands jusque dans les villes. Des pratiques similaires se développèrent au Mexique durant la période coloniale. Les Russes récoltaient la glace sur la Neva et la stockaient durant les mois d'hiver pour pouvoir l'utiliser à Saint-Pétersbourg. Les riches européens commencèrent à construire des glacières sur leurs propriétés pour entreposer la glace à partir du XVIe siècle et cette dernière était utilisée pour refroidir les boissons de l'élite,.

### Débuts du commerce (1800-1830)

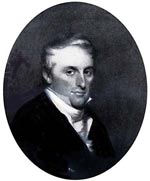
Frederic Tudor qui fonda le commerce de la glace.

Le commerce de la glace commença en 1806 sous l'impulsion de Frederic Tudor, un entrepreneur de Nouvelle-Angleterre. Dans cette région des États-Unis, la glace était un produit coûteux qui n'était consommé que par ceux pouvant financer leurs propres glacières. Néanmoins la croissance de l'économie dans la région de New York accrut la demande à la fin du XVIIIe siècle et les agriculteurs vendaient la glace récoltée sur leurs étangs aux institutions de la ville,. Certains navires transportaient occasionnellement de la glace depuis New York et Philadelphie pour la vendre dans les États du Sud des États-Unis, en particulier à Charleston en Caroline du Sud, et elle servait de ballast pendant la traversée.
Le plan de Tudor était de vendre de la glace aux habitants les plus fortunés des Caraïbes et du Sud des États-Unis durant les mois les plus étouffants de l'année. Conscient du fait que d'autres pourraient l'imiter, Tudor espérait mettre en place un monopole sur ces nouveaux marchés pour dégager d'importants profits. À ce moment, il était considéré par la communauté des marchands comme un excentrique voire comme un fou. Les premières livraisons eurent lieu en 1806 quand Tudor livra un chargement de glace probablement récoltée sur sa propriété familiale de Rockwood dans le Maine sur l'île de Martinique. Les ventes furent néanmoins entravées par le manque de lieux de stockages adaptés à la fois pour le stock de Tudor et pour la glace achetée par ses clients et la marchandise fondit rapidement,. Tirant les leçons de cette expérience, Tudor fit construire un dépôt de glace à La Havane à Cuba et même s'il ne parvint à obtenir l'exclusivité des importations de glace sur l'île, il fut capable de maintenir un monopole grâce à son contrôle des glacières,. La guerre de 1812 interrompit brièvement le commerce mais les années suivantes, Tudor commença à transporter des fruits produits à Cuba lors du voyage de retour grâce à la glace qu'il n'avait pas vendu. Il approvisionnait également Savannah en Géorgie tandis que ses concurrents faisaient de même avec des navires venant de New York ou avec des barges descendant les cours d'eau depuis le Kentucky,.

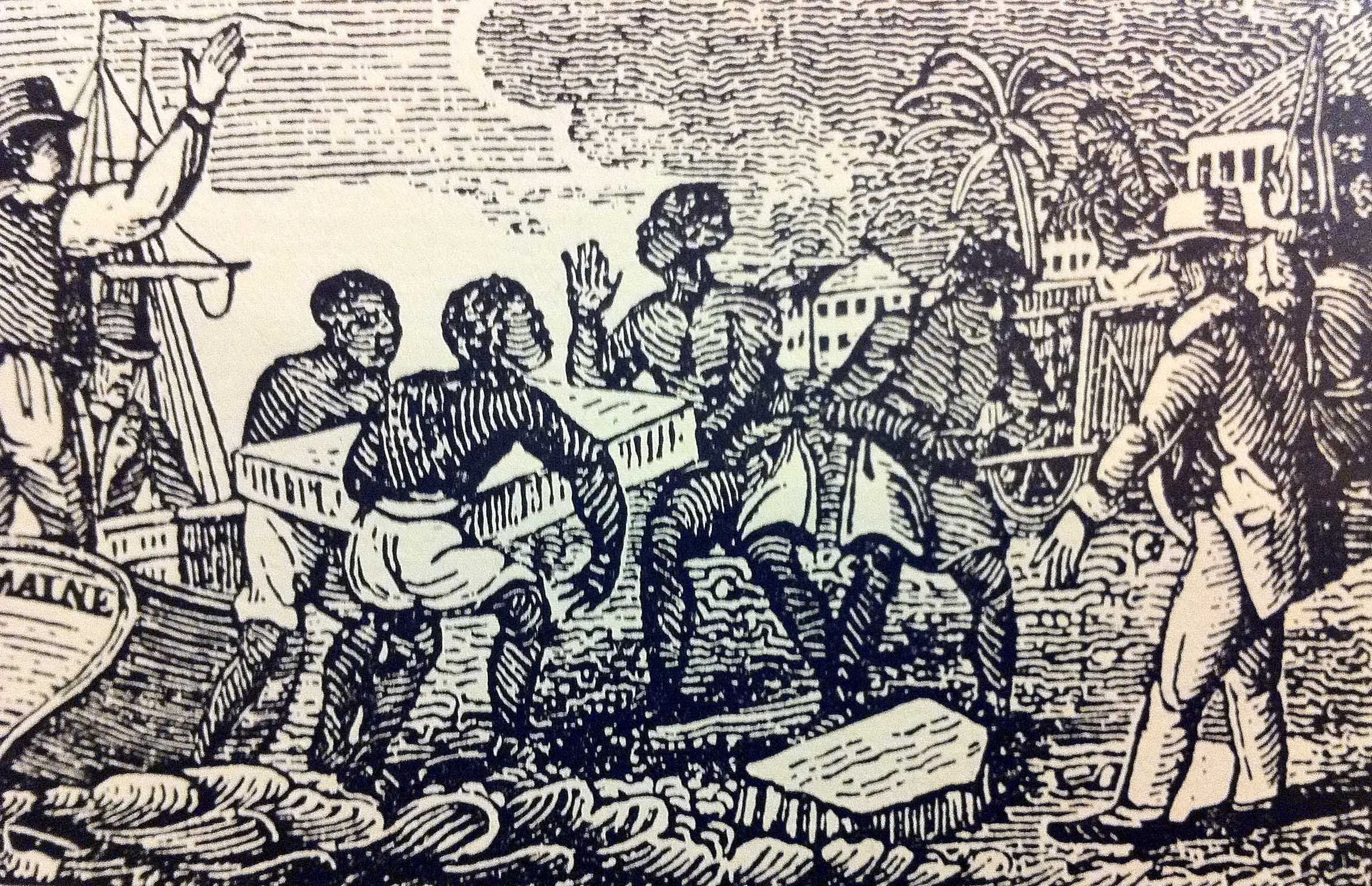
Esclaves déchargeant de la glace produite dans le Maine à Cuba vers 1832.

Le prix de la glace variait suivant l'intensité de la compétition. À La Havane, Tudor vendait le kilogramme pour 55 cents (11 $ de 2012) tandis qu'en Géorgie, le prix variait de six à neuf cents. Lorsqu'il disposait d'une position avantageuse, Tudor pratiquait la vente à perte pour éliminer ses concurrents en fixant le prix d'un kilogramme de glace à deux cents. Au milieu des années 1820, environ 3 000 tonnes de glace étaient exportées chaque année depuis Boston dont les deux tiers par Tudor.
Avec la baisse des prix, le marché cessa de concerner uniquement la riche élite pour s'étendre à un plus grand nombre de consommateurs. L'approvisionnement devint ainsi plus difficile car la glace commença ainsi à être utilisée pour préserver la nourriture au lieu d'être consommée directement. Tudor chercha à obtenir de nouvelles sources au-delà du Maine et tenta même d'exploiter les icebergs passant à proximité mais aucune de ces tentatives ne se révéla faisable. Il s'associa alors avec Nathaniel Wyeth pour industrialiser la production de glace autour de Boston. Wyeth développa en 1825 un nouvel outil de découpe alimenté par des chevaux pour faciliter la réalisation de blocs de glace cubiques. Il accepta de fournir Tudor avec de la glace récoltée sur le Fresh Pond de Cambridge dans le Massachusetts, ce qui fit passer le coût de production de la tonne de glace de 33 à 11 cents (de 8,9 à 2,9 $ de 2012). Pour isoler la glace, 16 000 $ (390 000 $ de 2012) de sciure étaient achetées chaque année dans le Maine.

### Mondialisation (1830-1850)

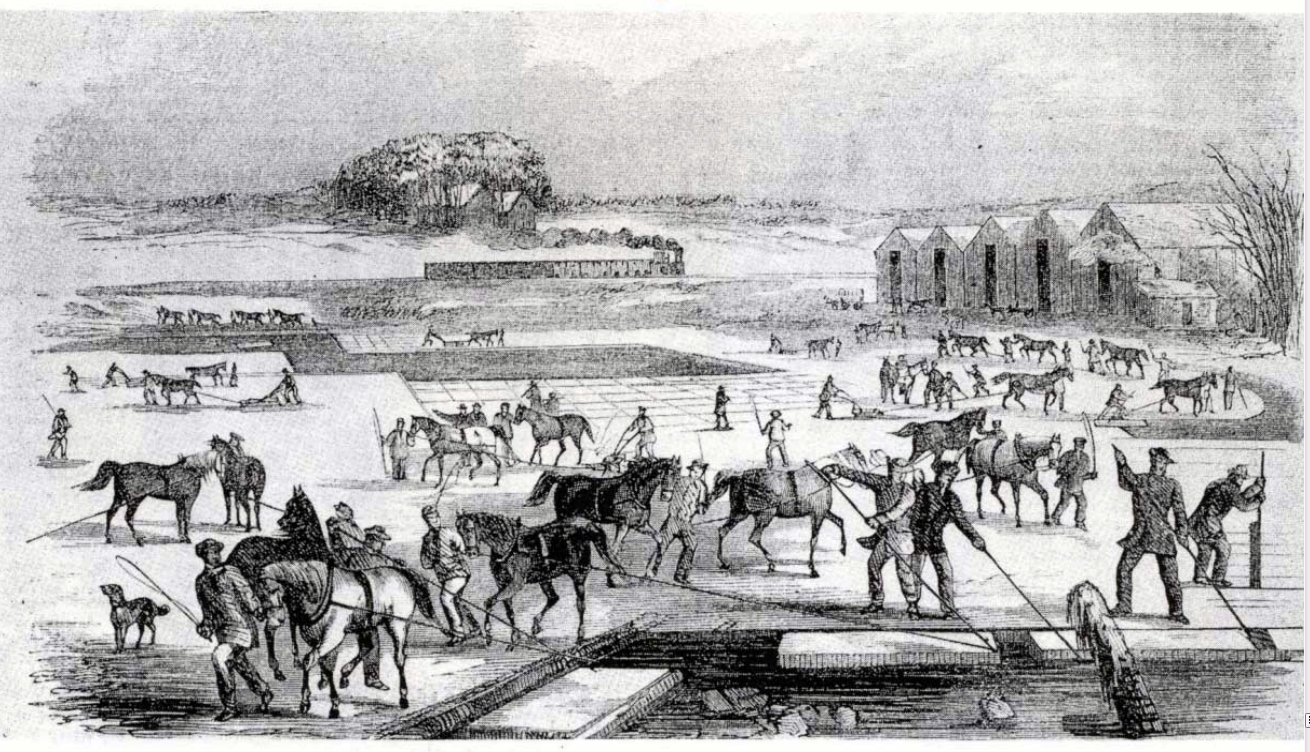
Récolte de la glace sur le Spy Pond d'Arlington en 1852.

Le commerce en Nouvelle-Angleterre s'étendit sur la côte Est des États-Unis dans les années 1830 et 1840 tandis que de nouvelles routes furent créées dans le monde entier. La première et la plus rentable approvisionnait l'Inde. En 1833, Tudor s'associa avec les hommes d'affaires Samuel Austin et William Rogers pour exporter de la glace à Calcutta. L'élite locale, cherchant à échapper au climat étouffant, accepta rapidement de lever les habituelles taxes douanières imposées par la compagnie anglaise des Indes orientales et le premier chargement d'environ 90 tonnes se vendit facilement,,. Le kilogramme de glace étant vendu à six pence (2 £ de 2012), la première livraison permit de dégager un profit de 9 900 $ (253 000 $ de 2012) et en 1835, Tudor commença à exporter régulièrement de la glace à Calcutta, Madras et Bombay,,,.
Les concurrents de Tudor s'intéressèrent également au marché indien et l'accroissement de l'offre entraîna la faillite de la plupart des vendeurs de glace locaux,. Une grande glacière fut construite à Calcutta par les Britanniques pour entreposer les importations de glace. De petits chargements de fruits et de produits frais commencèrent à être exportés avec la glace et permirent de générer d'importants bénéfices. Des commerçants italiens tentèrent de vendre de la glace produite dans les Alpes à Calcutta mais Tudor réitéra ses pratiques monopolistiques pour écraser la concurrence,. Calcutta resta ainsi un marché particulièrement profitable pendant de nombreuses années ; à elles seules, les activités de Tudor générèrent plus de 220 000 $ (6,4 millions de dollars de 2012) de bénéfices entre 1833 et 1850.
En 1834, Tudor ouvrit un nouveau marché à Rio de Janeiro au Brésil. Les navires transportaient habituellement de la glace et des pommes à l'aller et revenaient chargés de sucre, de fruits et par la suite de coton. Des commerçants de Nouvelle-Angleterre s'implantèrent à Sydney en Australie en 1839 et commencèrent par vendre le kilogramme à trois pences avant de doubler les prix par la suite. Des cargaisons de glace de Nouvelle-Angleterre étaient expédiés jusqu'à Hong Kong, l'Asie du Sud-Est, les Philippines, le golfe Persique, la Nouvelle-Zélande, l'Argentine et le Pérou,,.

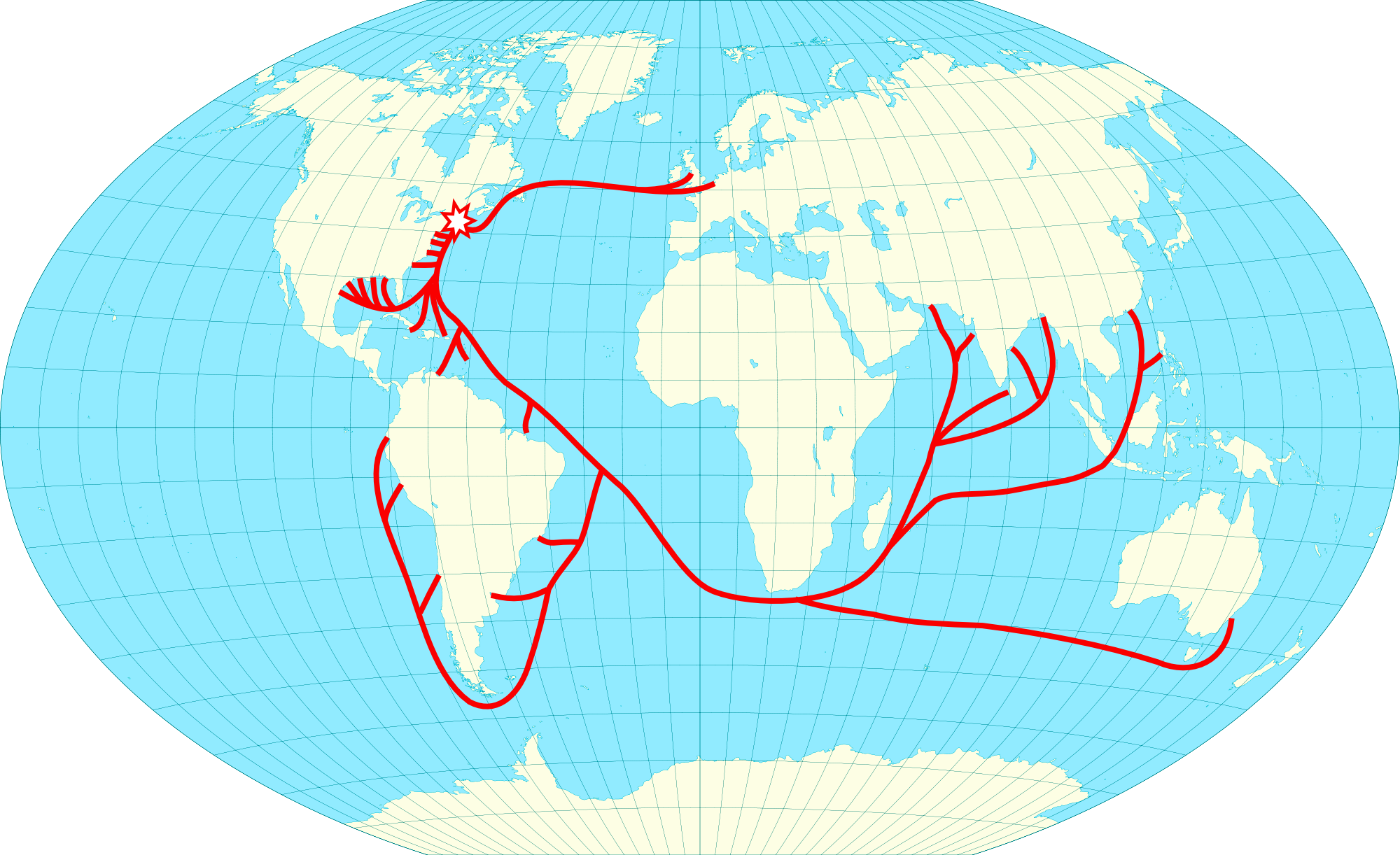
Routes commerciales par lesquelles la glace de Nouvelle-Angleterre était exportée dans le monde entier.

Des hommes d'affaires tentèrent d'établir un marché au Royaume-Uni dans les années 1840. Une première tentative avait eu lieu en 1822 lorsque William Leftwich avait essayé de transporter de la glace produite en Norvège mais son chargement avait fondu avant son arrivée à Londres. De nouveaux essais furent réalisés en 1842 par Jacob Hittinger qui contrôlait le Fresh Pond et en 1844 par Eric Landor qui possédait des parts sur le lac Wenham. Les affaires de Landor furent les plus fructueuses et il créa la Wenham Lake Ice Company ainsi qu'un dépôt sur le Strand. La glace Wenham, présentée comme incomparablement pure et possédant des propriétés réfrigérantes particulières, convainquit les consommateurs britanniques d'éviter la glace locale jugée polluée et malsaine,. Après un succès initial, l'entreprise périclita car les Britanniques ne consommaient pas les boissons glacées de la même manière que les Nord-Américains et les recettes n'étaient pas suffisantes pour compenser le coût du transport et des pertes durant la traversée,,. L'écrivain William Thackeray commenta ainsi en 1856 dans le roman A Little Dinner at Timmins que la glace était la dernière lubie des réceptions londoniennes,.
La consommation de glace aux États-Unis s'accrut considérablement du fait de son utilisation par les industriels et les particuliers pour la réfrigération des produits frais et des fruits qui pouvaient ainsi être transportés sur un réseau ferré en pleine expansion,. Peu d'entreprises récoltaient leur glace durant l'hiver et elles préféraient s'approvisionner auprès de fournisseurs extérieurs. Avec cette hausse de la demande, le monopole de Tudor s'effrita mais il continua de faire d'importants bénéfices dans ce marché en croissance rapide.

### Croissance vers l'ouest (1850-1860)

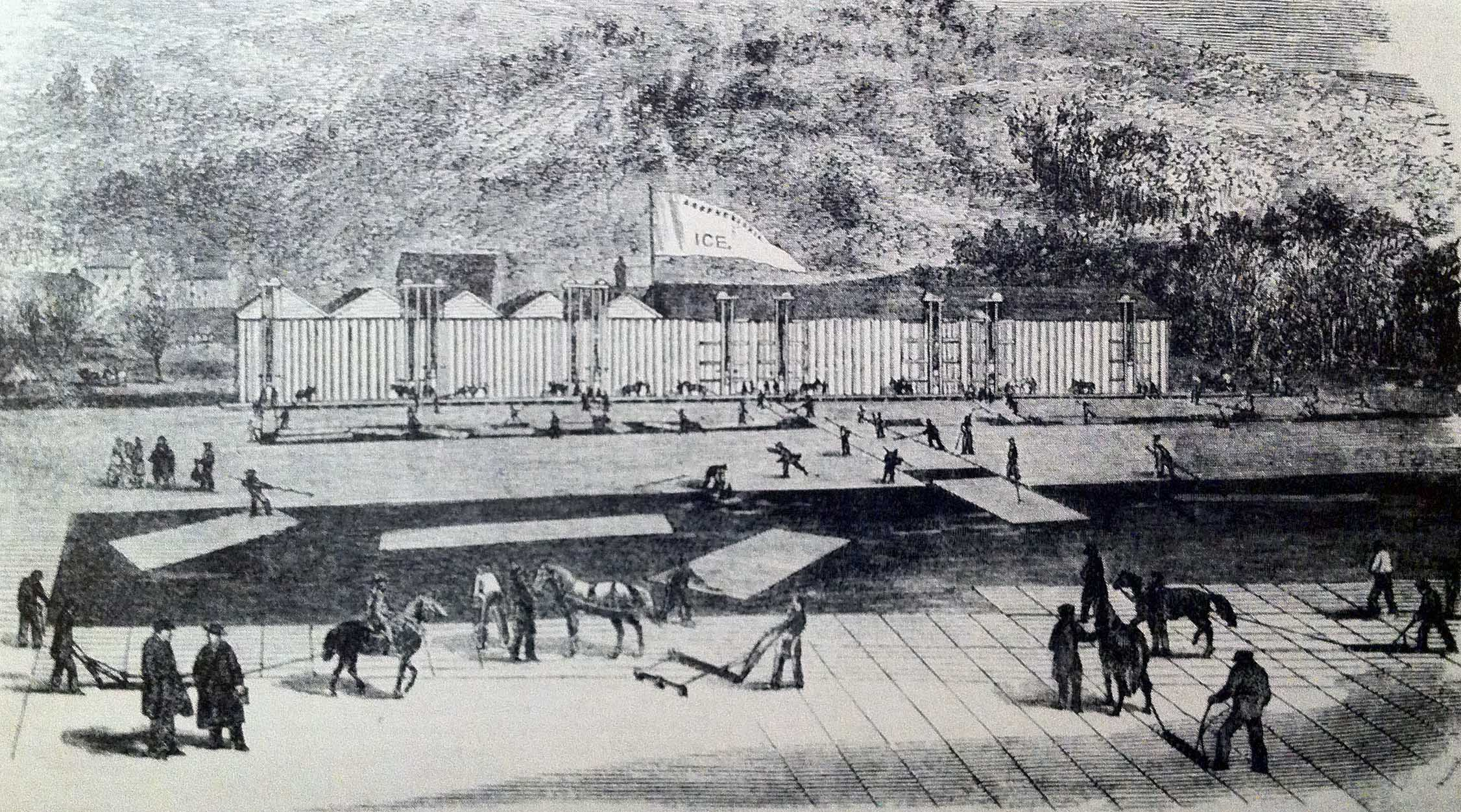
Récolte de la glace près de New York en 1852. On peut apercevoir des ascenseurs utilisés pour remplir la glacière.

Les années 1850 furent une période de transition pour le commerce de la glace aux États-Unis. L'industrie était déjà importante : en 1855 entre 6 et 7 millions de dollars (165-190 millions de dollars de 2012) furent investis dans ce secteur et environ deux millions de tonnes de glace étaient entreposées dans les glacières des États-Unis. Durant la décennie qui suivit, la croissance du marché se fit moins à l'extérieur qu'à l'intérieur pour approvisionner les villes de la côte Est puis le reste du pays en expansion rapide.
En 1850, une ruée vers l'or eut lieu en Californie et pour répondre à la soudaine demande en produits de luxe, les entreprises de Nouvelle-Angleterre commencèrent à réaliser les premières livraisons à San Francisco,. Le marché existait mais le transport de la glace sur d'aussi longues distances se révéla coûteux et la demande excédait l'offre. De la glace fut alors commandée en Alaska alors contrôlée par les Russes à hauteur de 83 $ (2 500 $ de 2012) la tonne. L'American-Russian Commercial Company fut ainsi fondée à San Francisco en 1853 pour approvisionner la Côte Ouest des États-Unis. L'entreprise construisit des scieries pour fournir de la sciure destinée à isoler la glace qui était ensuite transportée au sud avec des cargaisons de poisson. Les coûts restaient élevées et M. Tallman fonda une société rivale pour récolter de la glace dans la Sierra Nevada et approvisionner Sacramento.
Les États-Unis s'étendaient vers l'ouest et en Ohio, Hiram Joy commença à exploiter Crystal Lake près de Chicago. Les industriels de Cincinnati et de Chicago commencèrent à utiliser la glace pour faciliter le conditionnement (en) du porc pendant l'été. John L. Schooley développa la première salle de conditionnement frigorifique et son utilisation se généralisa au stockage des fruits pour une consommation ultérieure. Dans les années 1860, la glace était également utilisée pour produire des bières lagers tout au long de l'année. L'expansion du réseau ferré aida à la croissance du commerce dans la région et à l'Est.

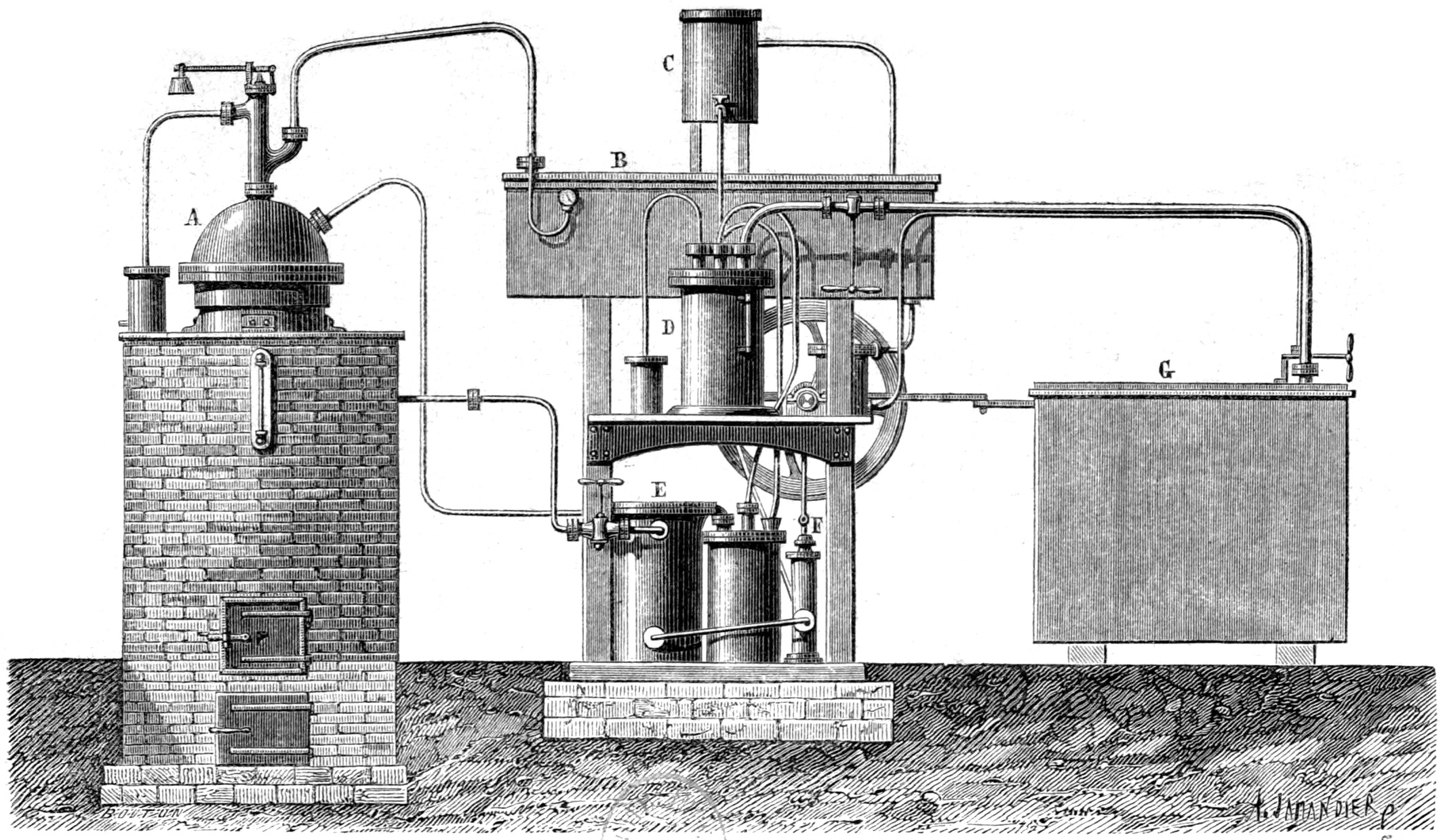
Plan d'un appareil de Ferdinand Carré datant des années 1870.

On savait depuis 1748 qu'il était possible de refroidir artificiellement de l'eau et des tentatives furent menées à la fin des années 1850 pour produire de la glace artificielle à une échelle industrielle. Parmi les méthodes inventées figuraient le réfrigérateur à compression de vapeur de Jacob Perkins fonctionnant à l'éther diéthylique, les machines de John Gorrie et celles basées sur l'ammoniac développées par Ferdinand Carré et Charles Tellier,. Ces techniques permettaient effectivement de produire de la glace mais elles nécessitaient des quantités considérable de combustible et de matériel et étaient donc difficilement rentables. La technologie était également balbutiante et les usines de production devaient faire face au risque d'explosion tandis que de l'ammoniac toxique se retrouvait parfois dans la glace,. De même, jusqu'à la fin du XIXe siècle, la glace artificielle n'était pas aussi claire que la glace naturelle, laissait parfois un résidu blanc quand elle fondait et était généralement considérée comme moins adaptée à la consommation humaine,.
Malgré cela, Alexander Twining dans l'Ohio et James Harrison en Australie créèrent des usines de production de glace dans les années 1850 avec les machines développées par Perkins. L'entreprise de Twining périclita rapidement mais celle de Harrison à Melbourne finit par dominer le marché local,. Les 115 jours de traversées entre la Nouvelle-Angleterre et l'Australie et les importantes pertes durant le trajet (jusqu'à 40 %) permirent à la glace artificielle de concurrencer efficacement la glace naturelle mais partout ailleurs, cette dernière continua de dominer le marché.

### Expansion et compétition (1860-1880)

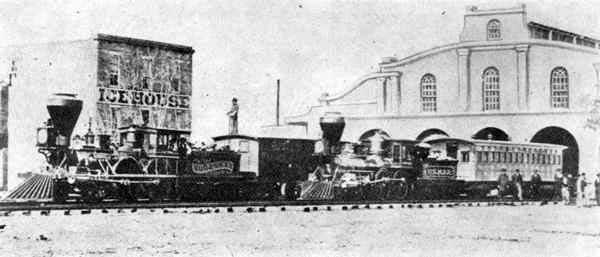
Une glacière à côté d'une gare à La Nouvelle-Orléans en Louisiane en 1865.

Le commerce international de la glace continua de s'étendre durant la seconde moitié du XIXe siècle mais il s'éloigna de ses origines en Nouvelle-Angleterre. Les exportations américaines de glace culminèrent vers 1870 avant de baisser dans les années qui suivirent. L'un des facteurs de cette baisse fut l'implantation progressive d'usines de production en Inde. Les exportations vers l'Inde avaient atteint leur maximum en 1856 avec 132 000 tonnes mais les importations indiennes affectées par la révolte des cipayes l'année suivante diminuèrent du fait de la guerre de Sécession et continuèrent de décliner dans les années 1860,. Incitées par l'introduction d'usines autour du monde par la Royal Navy, l'International Ice Company et la Bengal Ice Company furent fondées à Madras respectivement en 1874 et 1878. Opérant ensemble sous le nom de Calcutta Ice Association, elles évincèrent rapidement la glace naturelle du marché indien,.
Un commerce de la glace se développa également en Europe. Dans les années 1870, des centaines de personnes étaient employées pour exploiter les glaciers de Grindelwald en Suisse tandis que Paris en France commença à importer de la glace du reste de l'Europe. La Norvège entra dans la compétition internationale en approvisionnant initialement le Royaume-Uni à partir des années 1850. La récolte était réalisée sur les fjords de la côte Ouest mais le manque d'infrastructure de transport entraîna son déplacement vers le sud et l'est où se trouvaient les industries forestières et navale nécessaires aux exportations de glace. Au début des années 1860, le lac Oppegård fut renommé « lac Wenham » pour essayer de faire croire que la glace venait de Nouvelle-Angleterre. Si le commerce était initialement contrôlé par des intérêts britanniques, son contrôle passa à des sociétés norvégiennes. La distribution de la glace norvégienne en Grande-Bretagne fut facilitée par les nouveaux chemins de fer tandis qu'une liaison ferroviaire entre le port de Grimsby et Londres en 1853 créa une demande pour le transport de poisson frais jusqu'à la capitale.

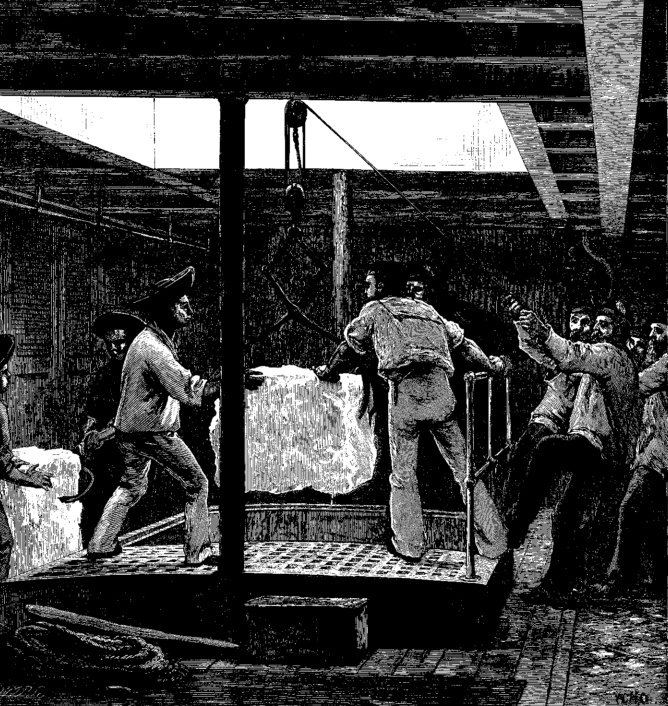
Embarquement de la glace à bord du HMS Serapis avant son voyage vers l'Inde en 1875.

Le marché de la côte Est des États-Unis était également en pleine évolution. Des villes comme New York, Baltimore et Philadelphie virent leur population exploser dans la seconde moitié du siècle. Cela accrut considérablement la demande en glace. En 1879, chaque foyer des villes de l'Est consommait près de 600 kg de glace par an pour une valeur d'environ 5,33 $ (120 $ de 2012) ; 1 500 wagons étaient nécessaires pour uniquement approvisionner les consommateurs new-yorkais. Pour répondre à cette demande, le commerce de la glace se déplaça vers le Nord. Des entrepreneurs développèrent les rivières Kennebec, Sheepscot et Penobscot du Maine et elles devinrent les principaux centres de récolte de la glace jusqu'à la fin du XIXe siècle,. Cette évolution était liée à plusieurs facteurs. Les hivers en Nouvelle-Angleterre devinrent plus doux durant le XIXe siècle tandis que l'industrialisation entraînait la contamination de plus en plus de rivières et de lacs. La concurrence d'autres sources pour approvisionner les marchés de la côte Ouest rendit également moins rentable les exportations depuis Boston d'autant plus que la déforestation accroissait le coût de la sciure.
Le déclenchement de la guerre de Sécession en 1861 contribua également à cette tendance. Le conflit perturba les ventes de glace au Sud et les marchands du Maine approvisionnèrent l'armée de l'Union dont les forces utilisèrent de la glace durant leurs campagnes. À l'inverse des machines de Carré furent implantées à La Nouvelle-Orléans pour faire face à la pénurie dans la Confédération et en particulier fournir de la glace aux hôpitaux,. Le nombre d'usines de production augmenta après la guerre mais la reprise de la compétition avec la glace naturelle du Nord affecta la rentabilité de la glace artificielle.

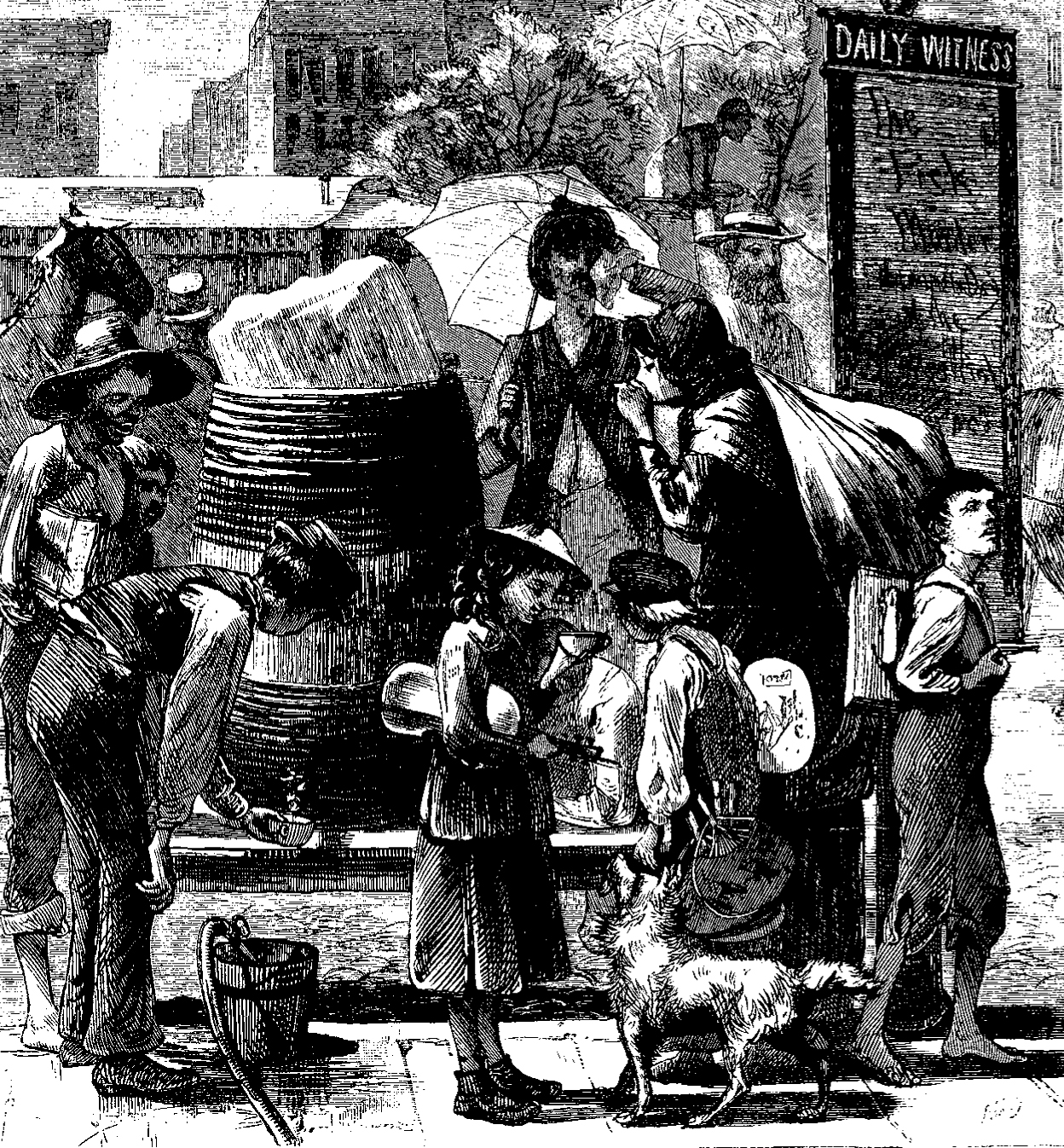
Distribution d'eau glacée en 1872.

À partir des années 1860, la glace naturelle fut de plus en plus utilisée pour transporter les produits de l'Ouest comme la viande vers l'Est. Les propriétaires de bétaillères et les bouchers de la côte Est s'opposèrent à cette évolution mais dans les années 1870, plusieurs chargements de viande quittaient chaque jour Chicago. À la même période, des entrepreneurs commencèrent à exporter cette viande en Europe. Le premier chargement eut lieu en 1875 et l'année suivante, 8 900 tonnes de viande furent acheminés en Grande-Bretagne. Cet afflux fit craindre l'effondrement de la production locale mais les importations se poursuivirent. De même dans les années 1870, 15 % du beurre consommé au Royaume-Uni provenait des États-Unis. Les sociétés rivales Armour et Swift de Chicago entrèrent dans le secteur du transport de viande réfrigérée à la fin des années 1870 et établirent leur propre réseau de glacières. Le transport de viande depuis Chicago vers la côte Est passa ainsi de 14 128 tonnes en 1880 à 155 933 tonnes quatre ans plus tard. De l'autre côté du continent, un réseau de glacières entre Chicago et la Californie permettaient aux wagons frigorifiques de traverser le continent. Ce transport terrestre transcontinental mit un terme au commerce de la glace d'Alaska qui s'effondra dans les années 1870 et 1880.

### Apogée (1880-1900)

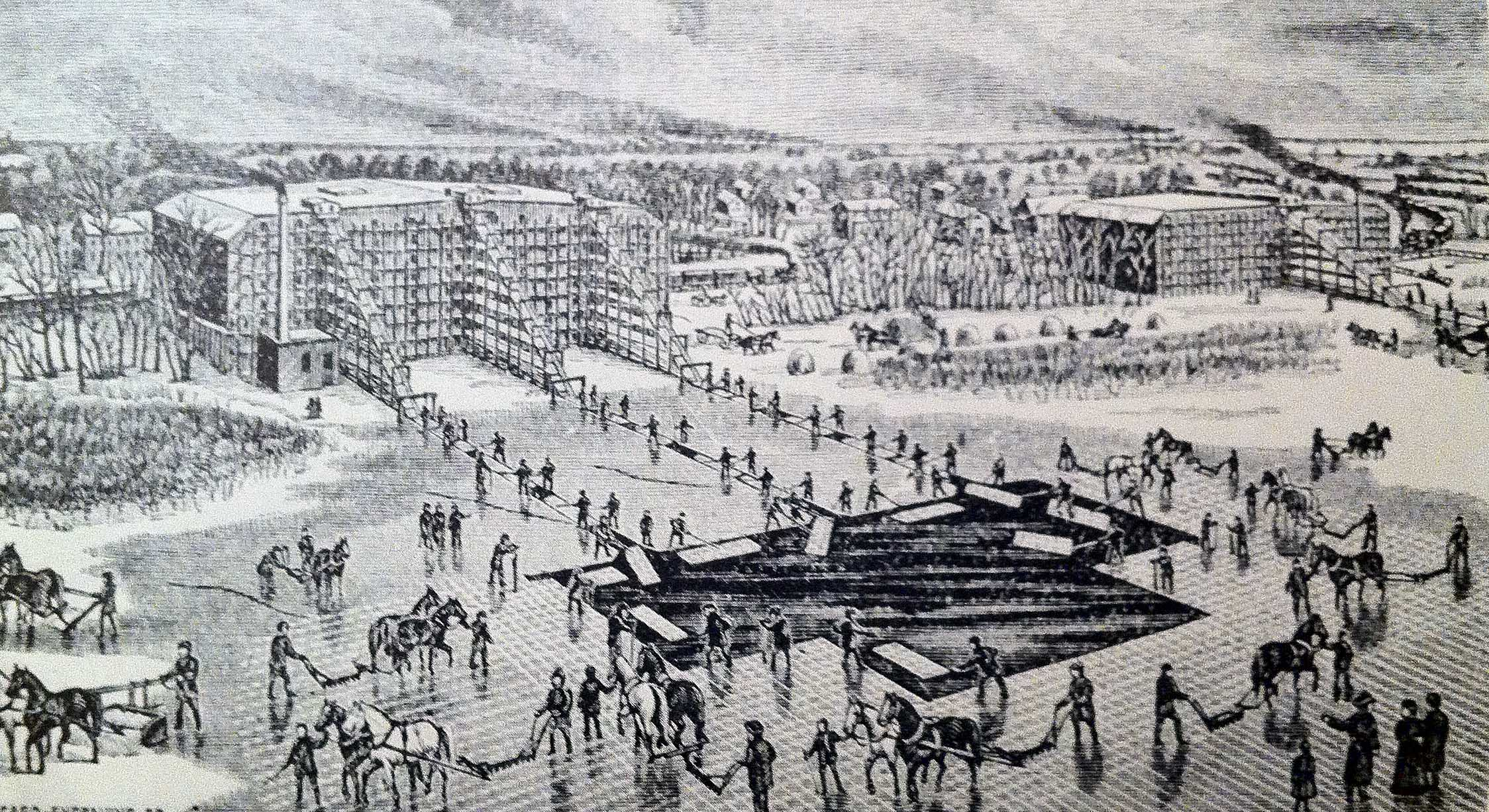
Récolte de la glace à Wolf Lake dans l'Indiana en 1889 avec des tapis roulants permettant le remplissage des glacières.

Même si la production de glace artificielle aux États-Unis était encore négligeable dans les années 1880, elle augmenta à la fin du XIXe siècle lorsque les améliorations technologiques permirent de fabriquer de la glace artificielle à un prix compétitif. Les premières usines s'étaient implantées dans des lieux où la glace naturelle était difficilement accessible. Les marchés australien et indien étaient déjà dominés par la glace artificielle et celle-ci s'imposa au Brésil dans les années 1880 et 1890. Aux États-Unis, de plus en plus d'usines furent créées dans les États du Sud et si les compagnies de transport continuaient d'utiliser de la glace naturelle moins coûteuse, elles se mirent à acheter de la glace fabriquée localement pour faire face à des besoins ponctuels et éviter les frais d'entretien des glacières. Après 1898, l'industrie halieutique britannique commença également à se tourner vers la glace artificielle pour réfrigérer ses prises,.
Les nouvelles technologies de réfrigération permettaient également de se passer complètement de glace pour refroidir les salles et les conteneurs. Charles Tellier développa ainsi une salle frigorifique sans glace pour le bateau à vapeur Le Frigorifique utilisé pour transporter de la viande depuis l'Argentine vers la France tandis que des machines à air comprimé basées sur les travaux de Gorrie furent déployés sur les navires,. Ces technologies devinrent rapidement la norme pour le commerce vers l'Australie, la Nouvelle-Zélande et l'Argentine et elles furent appliquées à d'autres domaines industriels. Carl von Linde appliqua la réfrigération mécanique au brassage de la bière tandis que les entrepôts frigorifiques commencèrent à être refroidis de la même manière.

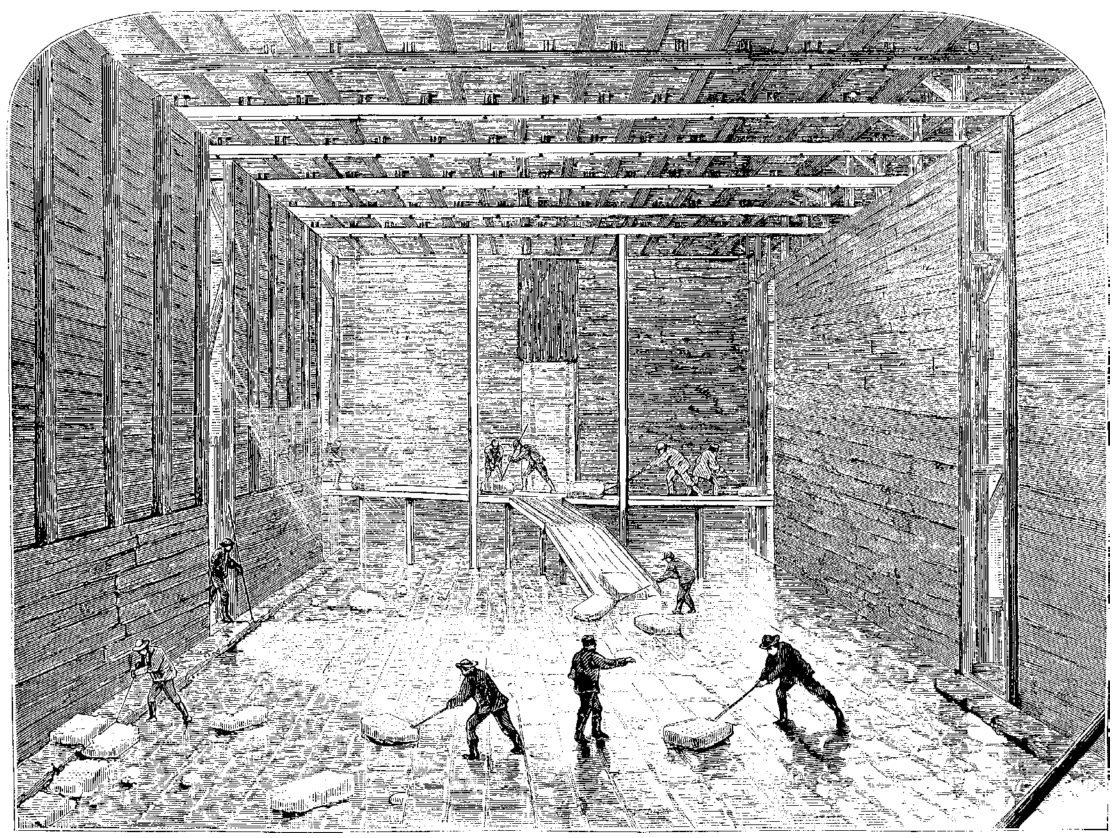
Intérieur d'une glacière à Barrytown le long de l'Hudson, 1871.

Malgré l'accroissement de cette concurrence, la glace naturelle restait vitale pour les économies américaine et européenne et la demande était tirée par la hausse du niveau de vie,. Environ quatre millions de tonnes de glace étaient stockées en permanence le long de l'Hudson et dans le Maine. Près de 20 000 personnes travaillaient dans 135 grandes glacières le long de l'Hudson, tandis que des lacs du Wisconsin furent mis en exploitation pour approvisionner le Mid-Ouest. Dans tous les États-Unis, environ 90 000 personnes et 25 000 chevaux participaient à ce commerce d'une valeur totale de 28 millions de dollars, un marché équivalent à 21 milliards de dollars de 2012,.
Le commerce norvégien atteignit son apogée dans les années 1890 avec des exportations de près de 900 000 tonnes en 1900 ; La société britannique Leftwich était le principal client de la Norvège et elle conservait en permanence 900 tonnes de glace en réserve pour faire face à la demande. L'Autriche-Hongrie intégra le marché européen et exportait de la glace en Allemagne à la fin du XIXe siècle.
Le marché américain était contrôlé par un oligopole à la fin du XIXe siècle et les concurrents étrangers comme la Norvège s'en plaignaient. Charles W. Morse était un homme d'affaires du Maine qui avait utilisé des méthodes financières douteuses pour prendre le contrôle en 1890 de deux compagnies de New York qu'il fusionna au sein de la Consolidated Ice Company,. Il racheta alors son principal concurrent, la Knickerbocker Ice Company en 1896 et son conglomérat gérait la collecte d'environ quatre millions de tonnes de glace par an. Morse intégra ses derniers rivaux au sein de l'American Ice Company en 1899 et contrôlait alors toute la production de glace naturelle et artificielle dans le Nord-Est des États-Unis. Edward Hopkins forma l'Union Ice Company à San Francisco pour regrouper diverses sociétés locales et créer une domination similaire sur la côte Ouest.. À l'inverse, la concurrence féroce en Grande-Bretagne maintint les prix relativement bas.

### Fin du commerce auXXesiècle

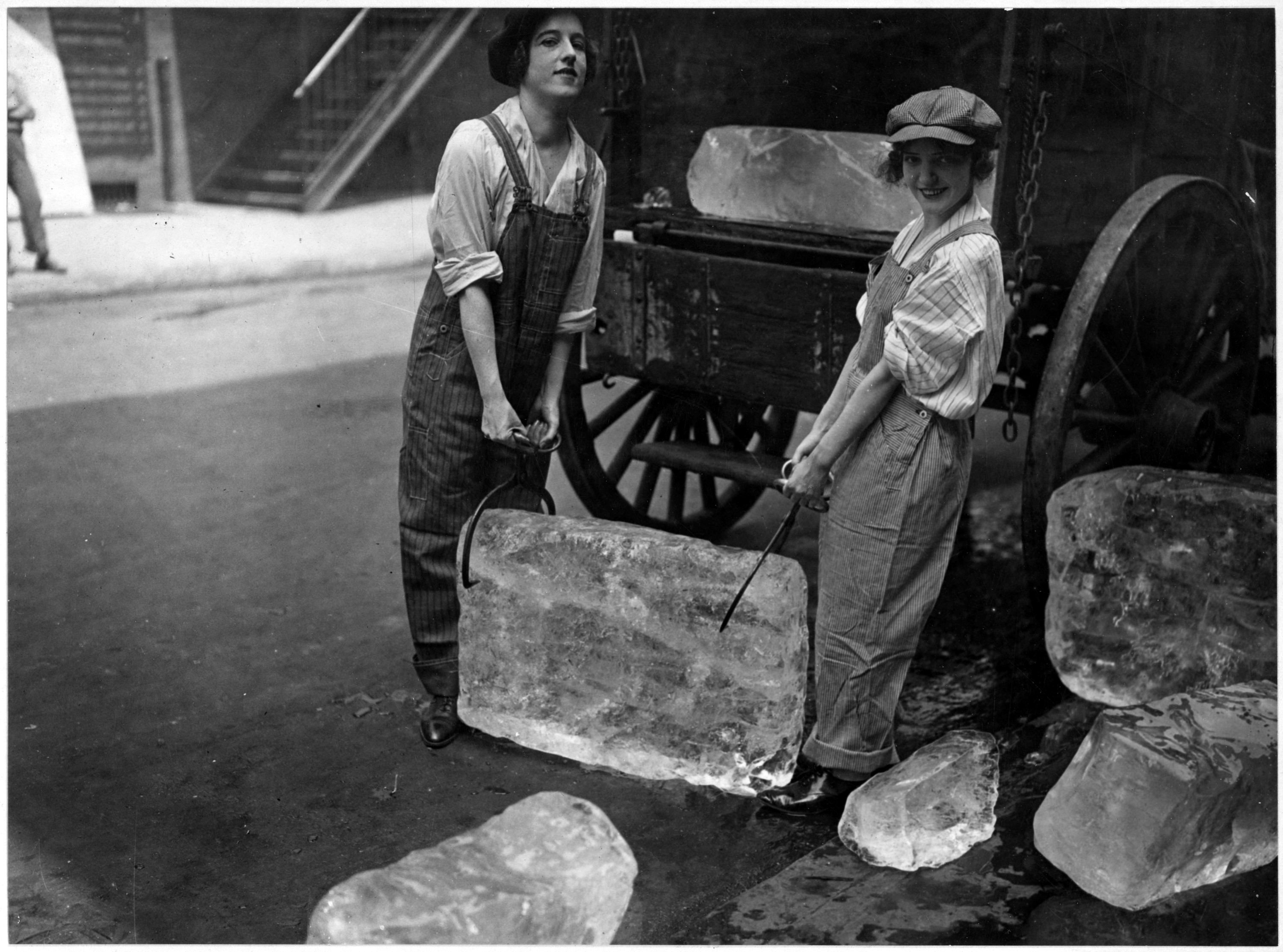
Distribution de glace à New York durant la Première Guerre mondiale.

Le commerce de la glace naturelle fut rapidement supplanté par les systèmes de réfrigération et les usines de glace artificielles dans les premières années du XXe siècle. La production de glace artificielle doubla à New-York entre 1900 et 1910 et en 1914, la production de cette dernière au niveau national égala celle de la glace naturelle avec 22 millions de tonnes. Comme la tendance était similaire dans le reste du monde, les exportations de glace américaine devinrent de moins en moins rentables et elles tombèrent à seulement 15 000 tonnes en 1910,. Cette évolution fut illustrée par le changement de nom des publications consacrées à ce secteur industriel : l'Ice Trade Journal modifia ainsi son nom en Refrigerating World.
Les pénuries de glace, comme celle de 1898 en Grande-Bretagne, jouèrent également un rôle dans cet effondrement en encourageant les investissements dans la glace artificielle et les nouvelles technologies de production de froid. La sécurité de la glace naturelle fut également remise en cause. Dès les années 1870, des rapports américains avaient alerté des dangers de la glace issue de rivières et de lacs pollués. Les autorités sanitaires britanniques considéraient que la glace norvégienne était plus pure et plus sure que celle d'origine américaine mais des rapports de 1904 notèrent le risque de contamination durant le transport et recommandèrent l'adoption de la glace artificielle. En 1907, des scientifiques new-yorkais avancèrent que la glace de l'Hudson était impropre à la consommation et pouvait transmettre la typhoïde ; le rapport fut par la suite invalidé mais l'opinion publique se détourna de la glace naturelle pour des raisons sanitaires.

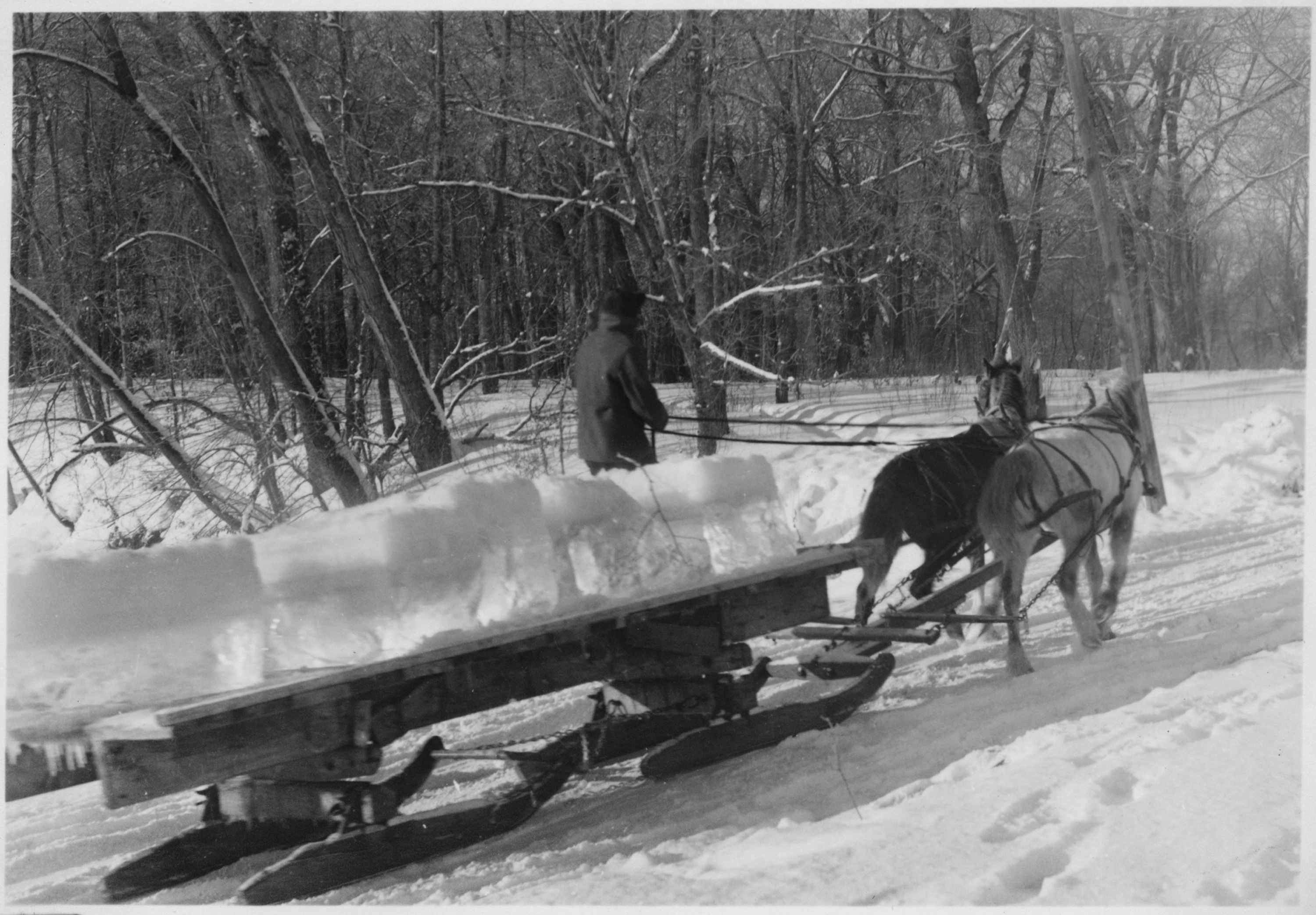
Récolte de la glace dans le Kansas vers 1935.

Pour faire face à cette concurrence accrue, plusieurs options furent envisagées. Certains se reconvertirent dans la glace artificielle et d'autres développèrent de nouveaux outils pour accélérer la récolte de la glace mais ces améliorations furent dépassées par les progrès des technologies de réfrigération. La Natural Ice Association of America fut fondée pour promouvoir les avantages de la glace naturelle et les entreprises jouèrent sur la croyance infondée que cette dernière fondait moins vite que son équivalent artificiel,. Certaines sociétés tentèrent d'exploiter leur monopole sur les circuits de distribution pour accroître le prix de la glace pour les consommateurs urbains. L'un des exemples les plus célèbres fut celui de Charles Morse et de son American Ice Company qui tripla le prix de la glace à New-York en 1900 au milieu d'une vague de chaleur ; la décision provoqua un scandale et Morse fut obligé de liquider ses intérêts dans le commerce de la glace pour éviter des poursuites ; il réalisa néanmoins un profit de 12 millions de dollars (338 millions de dollars de 2012),,.
Lorsque les États-Unis entrèrent dans la Première Guerre mondiale en 1917, le commerce américain de la glace connut une brève renaissance. Les exportations de nourriture réfrigérée vers l'Europe augmentèrent fortement durant le conflit et dépassèrent les capacités existantes tandis que les besoins de l'effort de guerre détournaient l'ammoniac et le charbon des usines de production de glace. Le gouvernement américain travailla avec les industries du secteur pour encourager l'usage de la glace naturelle afin de garantir un approvisionnement adéquat. En Grande-Bretagne et en Norvège, la guerre porta un coup fatal au commerce de la glace naturelle ; l'activité des sous-marins allemands rendit difficile les transports entre les deux pays et le Royaume-Uni se reporta de plus en plus sur la glace artificielle pour pallier la pénurie.

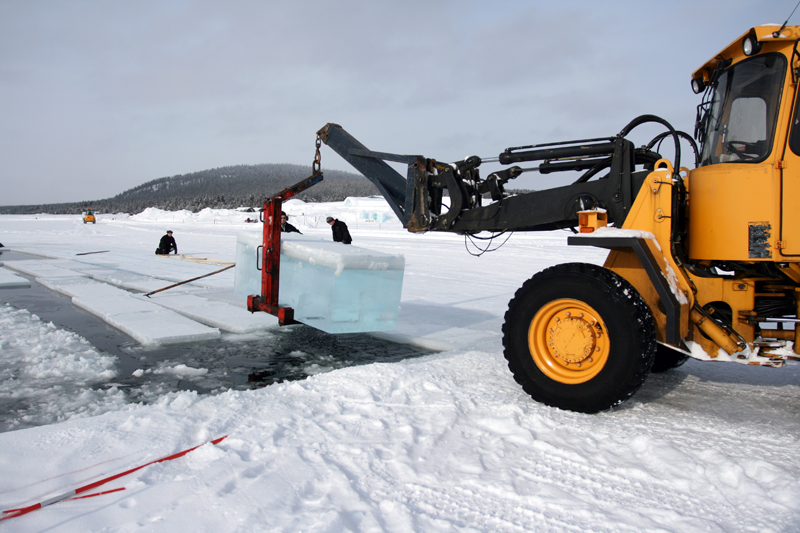
Récolte de la glace sur la Torne pour la construction de l'hôtel de glace de Jukkasjärvi en Suède.

L'entre-deux-guerres vit l'effondrement complet du commerce de la glace naturelle. L'industrie se tourna entièrement vers les systèmes de refroidissement mécaniques tandis que la baisse du coût des moteurs électriques permit l'adoption massive de réfrigérateurs dans les foyers américains dans les années 1930 et européens dans les années 1950. La récolte de la glace fut abandonnée et les glacières et les entrepôts furent démolis ou convertis pour d'autres usages. L'usage à petite échelle de la glace naturelle continua pendant quelque temps dans les zones reculées et la glace est aujourd'hui occasionnellement récoltée pour la sculpture et d'autres activités de loisir mais il reste peu de vestiges du commerce au XIXe siècle.

## Approvisionnement

### Récolte
Le commerce de la glace commença par la récolte de la glace sur les lacs et les rivières gelées durant l'hiver. Dans ces conditions, l'eau gèle si sa température est de 5 °C tandis que celle de l'air est de 0 °C. La glace devait mesurer au moins 50 centimètres d'épaisseur pour être récoltée car il fallait qu'elle puisse supporter le poids des ouvriers et des chevaux et pouvoir être découpée en blocs. En Nouvelle-Angleterre, les lacs et les rivières étaient généralement exploitées de janvier à mars et de décembre à février en Norvège,. Il existait plusieurs types de glace ; la plus recherchée était dure et transparente et était destinée à la consommation humaine tandis que la glace poreuse et de couleur blanche avait moins de valeur et était vendu à l'industrie. Avec une bonne épaisseur, environ 2 200 kilogrammes de glace pouvaient être obtenus sur une surface gelée d'un hectare.
Les sources purement naturelles étaient rares dans certaines régions et des actions furent entreprises pour accroître la production. En Nouvelle-Angleterre, des trous étaient percés dans la glace pour faciliter la congélation. Des lacs artificiels furent créés et des guides furent publiés sur la meilleure manière de construire les barrages permettant leur réalisation. Des zones planes et marécageuses du Maine furent endiguées et inondées à la fin du XIXe siècle pour répondre à la hausse de la demande tandis que les retenues des moulins à eau du Wisconsin furent reconverties pour la production de glace,. En Alaska, un lac artificiel peu profond de 16 hectares fut créé et des travaux similaires furent entrepris en Norvège avec des lacs faisant jusqu'à plusieurs centaines de mètres de long,,,.

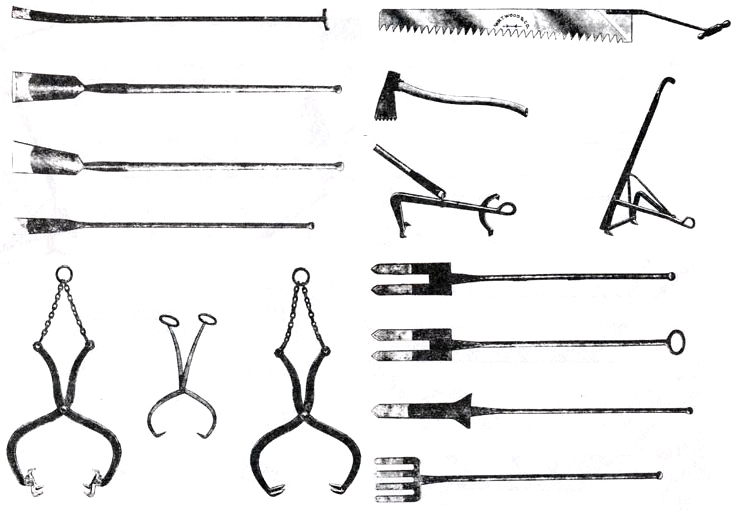
Outils de la fin du XIXe siècle spécialement conçus pour travailler la glace. Dans le sens des aiguilles d'une montre depuis en haut à gauche : ciseaux, scie, herminette, grappins, barres et pinces.

La découpe de la glace comprenait plusieurs étapes et était généralement réalisée la nuit quand la glace était la plus épaisse. La neige à la surface était d'abord retirée avec des racloirs, l'épaisseur de la glace était évaluée et la surface était entaillée pour délimiter les futurs blocs,. La taille de ces derniers variait selon leur destination ; les plus gros étaient réservés aux trajets les plus longs tandis que ceux destinés à la côte Est mesuraient environ 55 cm de côté. Les blocs étaient ensuite découpés et ramenés sur la rive. Comme elle se déroulait en hiver à une période de l'année relativement calme, la récolte de la glace fournissait un grand nombre d'emplois pour les habitants des régions d'exploitation.,.
La récolte demandait de nombreux équipements. Des éléments de protection comme des chaussures en liège et des fers à cheval cloutés permettaient aux travailleurs d'opérer sans risques sur la glace. Au début du XIXe siècle, la récolte se faisait avec des outils improvisés comme des pioches et des ciseaux mais dans les années 1840, Wyeth introduisit de nouveaux outils permettant d'industrialiser et de rentabiliser cette récolte. Il développa ainsi un outil ressemblant à une charrue à deux lames tiré par un cheval qui facilitait et uniformisait le marquage des blocs puis une charrue équipée d'une scie pour remplacer la scie à main dans la découpe de la glace. À partir des années 1850, des artisans spécialisés dans ce domaine éditaient des catalogues et vendaient des outils sur toute la côte Est. Des essais furent menés tout au long du XIXe siècle pour mettre au point une scie circulaire mais elle se révéla impossible à motoriser avec des chevaux et elle ne fut utilisée qu'à partir du XXe siècle avec l'introduction du moteur à explosion.
Un hiver doux pouvait gravement affecter la récolte de la glace car il n'y avait parfois pas de glace ou elle était tellement fine que le travail de découpe devenait dangereux. Ces hivers pouvaient provoquer des pénuries de glace appelées ice famines. Les plus importantes eurent lieu en 1880 et 1890 aux États-Unis et l'hiver doux de 1898 en Norvège poussa la Grande-Bretagne à chercher de nouvelles sources de glace en Finlande. Ces pénuries encouragèrent les investissements dans la production de glace artificielle qui finit par supplanter la glace naturelle.

### Législation

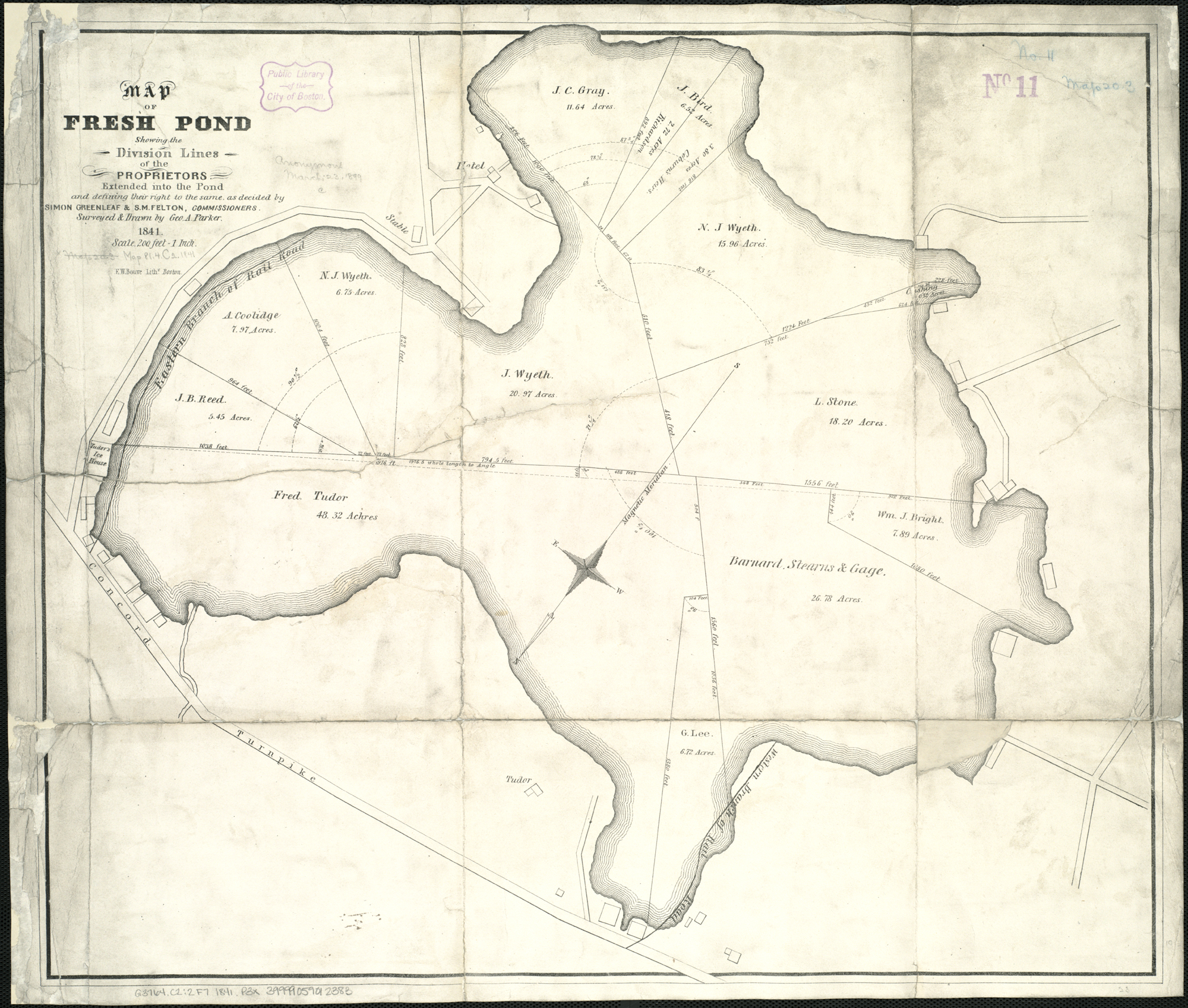
La carte dessinée par Simon Greenleaf en 1841 pour répartir les droits d'exploitation du Fresh Pond dans le Massachusetts.

Au début du commerce de la glace, il existait peu de restrictions sur la récolte de la glace aux États-Unis car cette dernière avait traditionnellement peu de valeur et était considérée comme un bien libre (en). Avec l'expansion du commerce, sa valeur augmenta et des règles furent édictées pour encadrer son exploitation. Sur les voies d'eau navigables, il était considéré que la glace appartenait au gouvernement et que tout le monde pouvait la récolter tandis que celle des étangs et des lacs était attribuée au propriétaire terrien le plus proche.
De nombreux lacs se trouvaient cependant sur plusieurs propriétés et à la suite de disputes entourant le Fresh Pond dans le Massachusetts, l'avocat Simon Greenleaf fut chargé en 1841 de trouver une solution. Il décida que le droit de récolter la glace serait réparti en proportion de la longueur de rivage contrôlée par les différents prétendants. Les droits d'exploitation pouvaient donc être achetés et vendus et la valeur des terrains adjacents aux étendues d'eau augmenta fortement ; à Fresh Pond, la valeur d'un hectare passa de 325 $ (6 600 $ de 2012) dans les années 1820 à 5 000 $ (152 000 $ de 2012) dans les années 1850.
Le jugement de Greenleaf ne régla cependant pas tous les problèmes car la glace pouvait être charriée en aval par le courant et la question de sa propriété entraînait des conflits. Certains États des États-Unis rendirent illégal le fait d'endommager la glace non récoltée appartenant à un autre propriétaire mais les confrontations pouvaient devenir violentes. Durant l'hiver 1900-1901, les ouvriers de la Pike and North Lake Company affrontèrent lors de batailles rangées ceux de la Wisconsin Lakes Ice and Cartage Company sur le droit de récolter la glace et la situation était telle que le gouvernement détacha un brise-glace à vapeur pour pulvériser la surface gelée disputée.

### Transport

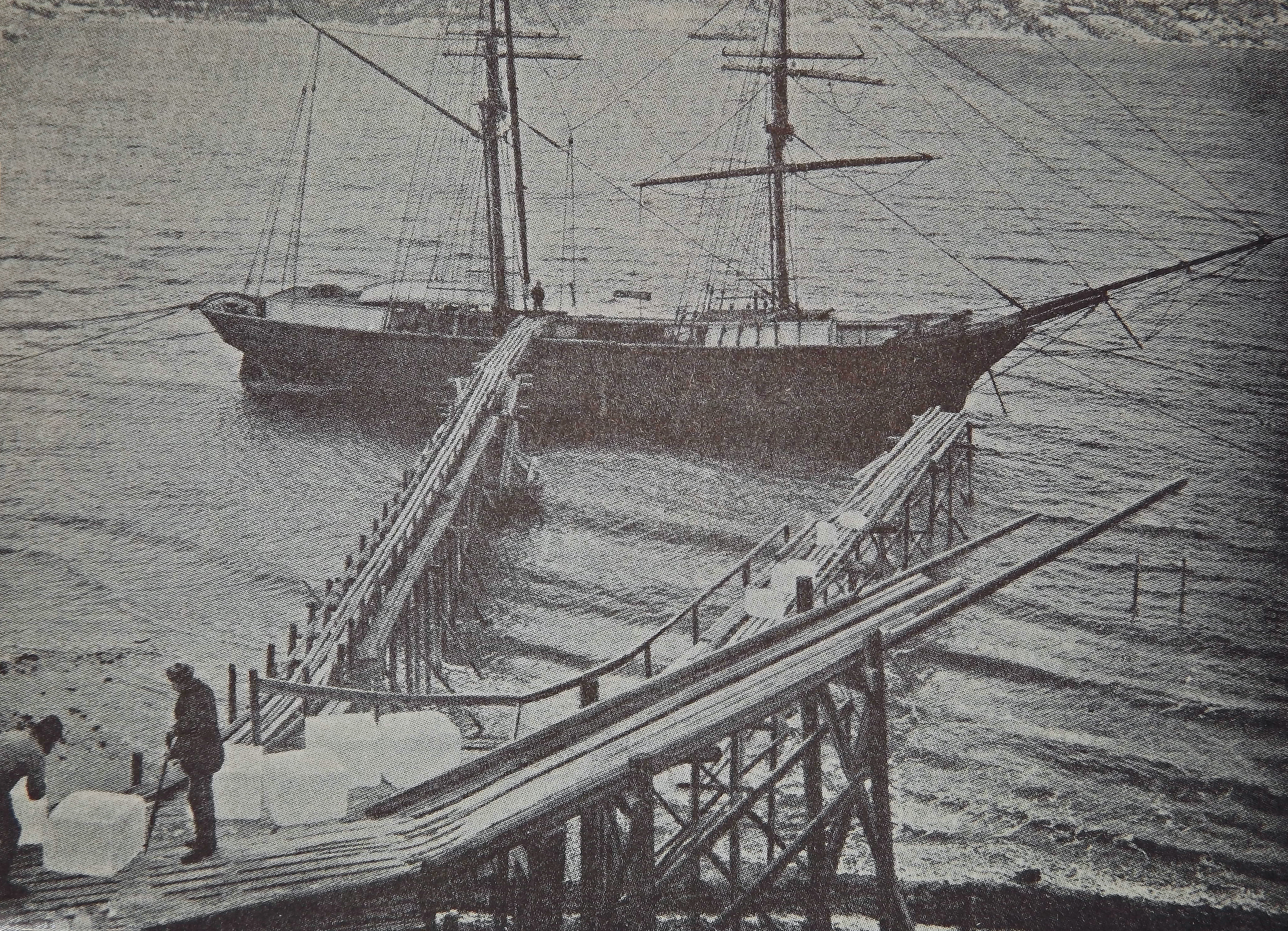
Chargement d'une goélette avec des rampes en Norvège à la fin du XIXe siècle.

De nombreux moyens de transport furent utilisés pour acheminer la glace naturelle des lieux de production aux clients,,. Dans les années 1820 et 1830, seule 10 % de la glace récoltée était finalement vendue du fait des pertes lors du transport. À la fin du XIXe siècle, le taux de perte avait néanmoins été ramené entre 20 et 50 %.
Les navires étaient particulièrement utilisés au début du commerce américain de la glace lorsque cette dernière était essentiellement exportée outre-mer et que le réseau ferré était inexistant,. Les commerçants embauchaient généralement des navires pour assurer le transport ; Frederic Tudor avait néanmoins acheté son propre navire et sa société possédait trois navires rapides en 1877. À la fin du XVIIIe siècle, la glace était occasionnellement utilisée dans les navires comme ballast mais cette utilisation était limitée par le besoin de découper précisément les blocs pour éviter qu'ils ne basculent lors de la fonte,. L'invention du coupe-glace par Wyeth en 1825 permit de résoudre cette difficulté et de produire des blocs uniformes qui pouvaient être empilés de manière à réduire l'espace libre et réduisaient fortement les pertes par fonte. La glace était typiquement stockée avec de la sciure et le conteneur était ensuite fermé pour empêcher l'air chaud d'entrer. Ce besoin de grande quantité de sciure coïncida avec la croissance de l'industrie forestière de Nouvelle-Angleterre dans les années 1830 ; il n'existait à l'époque pas de débouchés pour la sciure et son utilisation pour le transport de la glace fut très utile à l'industrie locale,.
Les navires transportant de la glace devaient être particulièrement résistants et des primes étaient offertes aux équipages capables de faire arriver le navire à sa destination avant la fonte de sa cargaison. À la fin du XIXe siècle, les navires à coque en bois étaient privilégiés pour éviter la corrosion provoquée par la glace fondue tandis que des pompes de cale motorisées par des moulins à vent permettaient d'évacuer l'eau de fonte. Les cargaisons de glace endommageaient néanmoins les navires sur le long terme car la fonte de l'eau et la vapeur qui en résultait favorisaient la pourriture cubique. La taille des chargements variait selon les besoins, les routes et les ports mais le cargo américain typique de la fin du XIXe siècle était une goélette transportant environ 500 tonnes de glace ; une importante cargaison de Norvège vers le Royaume-Uni pouvait représenter jusqu'à 800 tonnes de marchandise,. Il était important de connaître la quantité de glace chargée dans un navire pour des raisons commerciales et de sécurité et les blocs étaient pesés individuellement avant leur embarquement. Les navires étaient rapidement chargés pour éviter la fonte de la glace et, dans les ports américains, un chargement standard pouvait être embarqué en seulement deux jours.

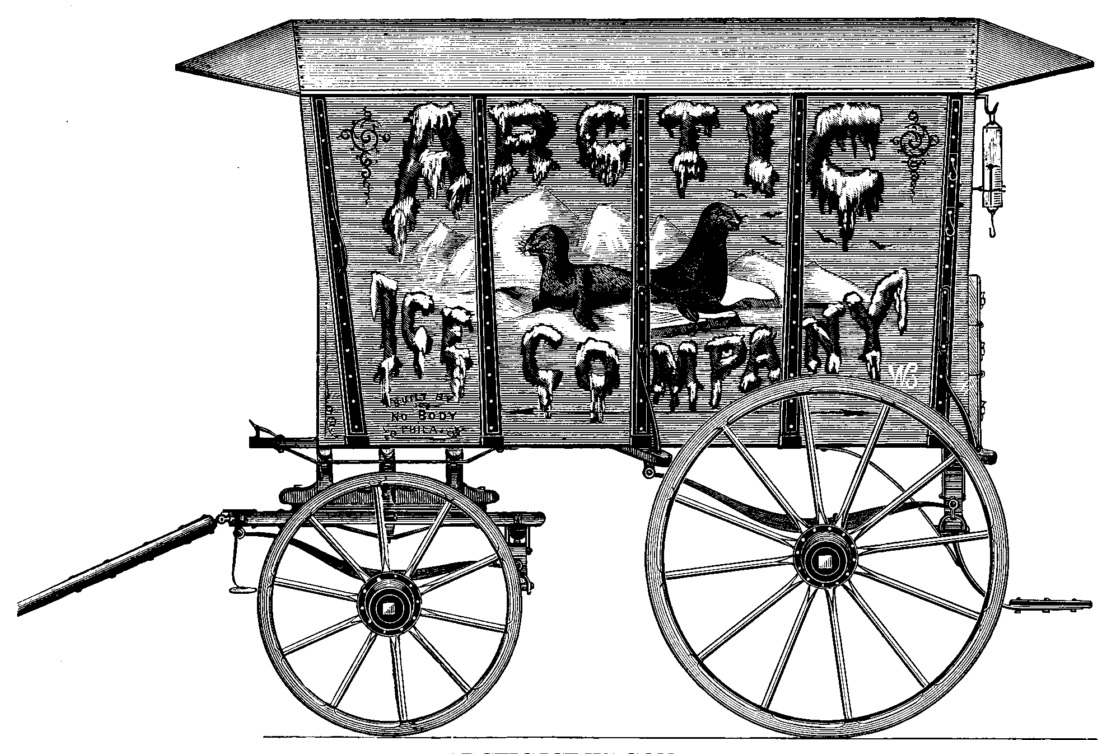
Une charrette de 1884 de l'entreprise Arctic destinée à l'approvisionnement des particuliers et des commerces.

Des barges étaient également utilisées en particulier sur l'Hudson où elles servaient parfois à suppléer les glacières sur les rives. Ces embarcations pouvaient embarquer entre 400 et 800 tonnes de glace et, comme sur les navires, des moulins à vent étaient installés pour alimenter les pompes de cale. On estimait que les barges protégeaient mieux la glace de la fonte car cette dernière était entreposée sous la ligne de flottaison et était ainsi isolée par l'eau de la rivière. Charlie Morse développa des barges plus grandes capables de naviguer en mer pour approvisionner New York dans les années 1890 ; ces navires étaient remorqués par des goélettes et pouvaient transporter jusqu'à 3 000 tonnes de glace.
Durant une grande partie du XIXe siècle, le coût de transport de la glace en Nouvelle-Angleterre resta particulièrement faible et cela facilita l'essor de cette activité. La région était également la porte d'entrée pour le commerce avec l'intérieur des États-Unis et cela signifiait que les importations marchandes dans la zone étaient plus importantes que les exportations ; les navires ayant acheminé des marchandises dans la région avaient donc du mal à trouver une cargaison pour le retour et il arrivait parfois qu'ils soient contraints d'embarquer des pierres pour servir de ballast. La glace était la seule alternative rentable aux pierres et les marchands de glace pouvaient ainsi négocier des coûts de transport plus faibles que ce qui aurait été possible dans d'autres régions du monde. À la fin du siècle, le commerce de la glace entre le Maine et New York profita de la demande du Maine pour le charbon produit dans la région de Philadelphie car les navires transportant la glace du Maine vers le Sud revenaient chargés de charbon.

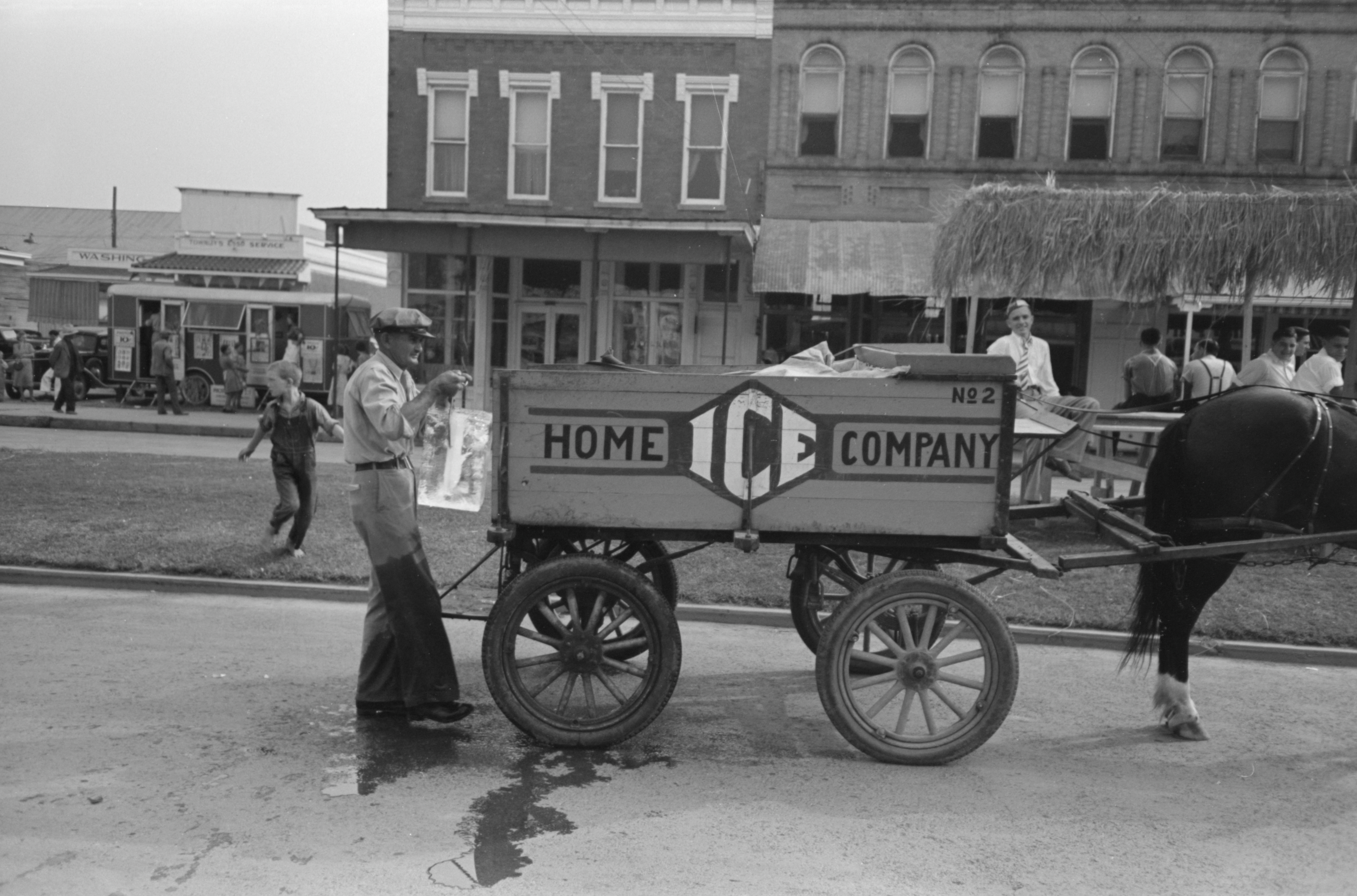
Livraison de glace à Crowley en Louisiane en 1938.

La glace commença aussi à être transportée par train après 1841 quand une voie ferrée administrée par la Charlestown Branch Railroad Company relia Fresh Pond à Charlestown non loin de Boston. Un wagon frigorifique spécial fut construit pour isoler la glace et des équipements furent conçus pour la décharger. En 1842, une nouvelle voie ferrée vers Fitchburg fut utilisée pour transporter la glace de Walden Pond. Le transport de la glace était peu apprécié des cheminots car ils devaient assurer un transport rapide pour éviter sa fonte cette dernière était délicate à transporter. Dans les années 1880, les chemins de fer permettaient le transport de la glace dans toute l'Amérique du Nord.
La dernière étape de la chaîne d'approvisionnement pour la consommation domestique et celle des petits commerces impliquait généralement l'emploi de chariots à glace. Aux États-Unis, la glace était découpée en blocs de 25, 50 et 100 livres (11, 23 et 45 kilogrammes) puis distribuée par chariots tirés par des chevaux. Le glacier pouvait ainsi livrer la glace aux particuliers et aux commerces et utilisait généralement des pinces pour manipuler les blocs. Les livraisons étaient journalières voire bijournalières. À partir des années 1870, divers grossistes spécialisés fournissaient les commerçants dans les grandes villes. En Grande-Bretagne, la glace était rarement vendue aux particuliers par des commerçants spécialisés et il était plus courant de l'acheter chez les poissonniers, les bouchers et les apothicaires qui l'utilisaient pour leurs activités.

### Stockage

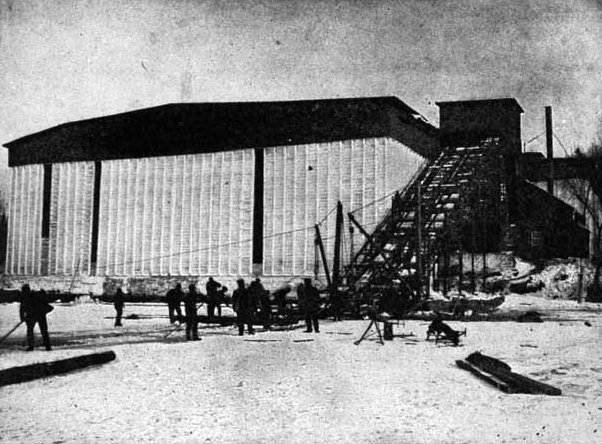
Entrepôt à glace américain du début du XXe siècle.

La glace devait être stockée à de multiples reprises entre sa récolte et son utilisation finale par le consommateur. Des glacières furent ainsi construites pour entreposer la glace juste après sa récolte ou après son transport dans des dépôts régionaux. Les premières glacières étaient relativement petites mais les infrastructures ultérieures pouvaient accueillir d'énormes quantités de glace.
La compréhension des lois de la thermodynamique était limitée au début du XIXe siècle et on considérait à tort que les glacières souterraines étaient toujours suffisamment froides pour permettre un stockage efficace. Les glacières européennes étaient basées sur cette théorie et des chambres souterraines furent construites à grands frais pour stocker la récolte hivernale. Certains agriculteurs de Virginie avaient néanmoins développé des glacières bien moins coûteuses construites en bois, isolées avec du foin et situées au-dessus du sol. En plus de maintenir une température permettant la conservation de la glace, il était également nécessaire de pouvoir évacuer l'eau de fonte car cette dernière faisait fondre la glace restante plus rapidement que l'air.
Tudor étudia divers types de glacières en 1805 et conclut qu'elles devaient être construites en hauteur. Ses premières glacières à Cuba possédaient des murs intérieur et extérieur en bois isolés avec de la tourbe et de la sciure et disposaient d'une ventilation primitive. À partir de 1819, Tudor lança également la construction de glacières en briques avec du charbon de bois entre les murs capables de conserver plus de 200 tonnes de glace. Dans les années 1840, les glacières situées autour du Fresh Pond mesuraient jusqu'à 3 300 m2 et étaient construites en briques pour éviter les risques d'incendie. Les glacières restaient néanmoins très inflammables du fait des matériaux utilisés pour l'isolation et beaucoup furent touchées par des incendies comme la première ayant été construite à Sydney qui fut détruite en 1862.

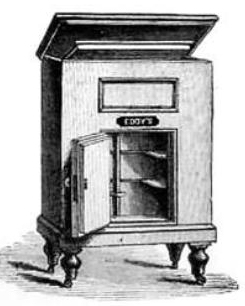
Glacière Eddy Darius de 1881 avec différents compartiments pour stocker la glace.

La taille croissante des glacières rendit difficile le chargement de la glace. En 1827, Wyeth développa un système de leviers et de poulies actionnés par un cheval pour hisser les blocs de glace sur le toit des bâtiments et cette machinerie fut par la suite motorisée par la vapeur ; les plus grandes glacières mirent en place des convoyeurs à bande pour acheminer la glace à l'intérieur,. Des centrales électriques abritant les équipements pour alimenter ces machines furent construits à proximité des glacières et des précautions devaient être prise pour éviter le risque d'incendie. Les entrepôts étaient généralement peints en blanc ou en jaune pour réfléchir les rayons du Soleil pendant l'été. Une glacière typique de l'Hudson mesurait 120 mètres de long sur 30 mètres de profondeur, possédait trois étages et pouvait accueillir jusqu'à 40 000 tonnes de glace. Les glacières ferroviaires construites ultérieurement pouvaient recevoir jusqu'à 220 000 tonnes de glace chacune.
Le commerce norvégien se fit initialement sans glacières car la glace récoltée était immédiatement exportée par navires durant l'hiver et le printemps ; de nombreux dépôts furent néanmoins construits entre 1850 et 1880 pour permettre des exportations tout au long de l'année.
Des glacières furent également construites dans les villes consommatrices pour entreposer la glace avant sa vente aux consommateurs finaux. À Londres, ces dépôts étaient souvent circulaires comme celui de Smithfield construit en 1871 qui pouvait accueillir 3 000 tonnes de glace. Des entrepôts plus grands furent par la suite aménagés à Shadwell (en) et Kings Cross pour stocker la glace norvégienne. À l'inverse de la plupart des grandes villes, New York ne disposait pas de glacières près des ports et la ville utilisait les barges et les navires transportant la glace comme des entrepôts flottants.
Après sa vente aux consommateurs finaux, la glace devait pouvoir être stockée pendant quelques jours avant son utilisation. Les réfrigérateurs domestiques étaient donc un élément important de la chaîne d'approvisionnement car sans eux, il aurait été impossible pour la plupart des foyers d'utiliser et de consommer de la glace. Dès 1816, Tudor vendait des réfrigérateurs de Boston appelés Little Ice House (« petit igloo ») aux consommateurs de Charleston ; fabriqués en bois avec un revêtement métallique, ils pouvaient contenir 3 livres (1,4 kg) de glace. Des réfrigérateurs domestiques furent fabriqués à partir de 1840 sur la côte Est par entre autres Eddy Darius et Winship. La rapidité d'adoption de la glace naturelle par les communautés du XIXe siècle dépendait largement de la disponibilité et de l'efficacité des réfrigérateurs.

## Applications

### Consommation

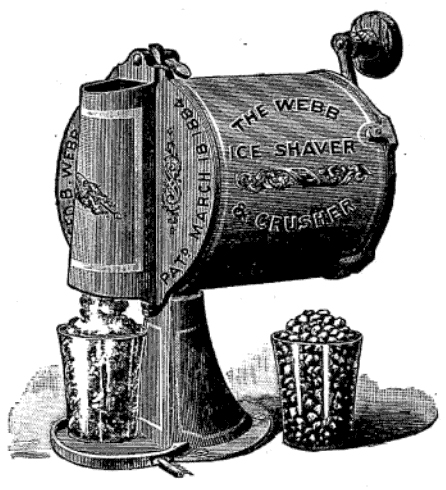
Broyeur à glace du XIXe siècle destiné à la réalisation de boissons.

Le commerce de la glace permit la consommation d'un grand nombre de nouveaux produits au XIXe siècle. Dans sa première et plus simple utilisation, la glace servait à refroidir les boissons soit directement en étant ajoutée au verre ou au tonneau ou indirectement par l'intermédiaire d'un seau à glace. En raison de leur nouveauté, les boissons glacées étaient considérées avec méfiance par les consommateurs qui craignaient des effets néfastes sur la santé mais ces inquiétudes s'estompèrent rapidement aux États-Unis ; à partir du milieu du XIXe siècle et si cela était possible, l'eau consommée par les Américains était systématiquement refroidie. Le lait glacé et les bières lagers traditionnellement bus froids utilisaient également de la glace tandis que de nouvelles boissons comme les sherry-cobblers et les mint juleps ne pouvaient être réalisées qu'avec de la glace pilée. À l'inverse des Américains, les Européens continuèrent de considérer l'eau glacée comme une habitude déplaisante et les visiteurs britanniques en Inde étaient surpris de voir l'élite anglo-indienne en consommer,. Certains hindous jugeaient la glace impure pour des raisons religieuses et rejetaient donc sa consommation.
La production industrielle de crème glacée fut également permise par le commerce de la glace. Si elle était produite dès le XVIIe siècle, sa fabrication demandait de grandes quantités de glace et nécessitait beaucoup de travail. Cela était lié au fait que la congélation de la crème glacée demandait l'ajout de sel à un mélange de glace pour produire un effet refroidissant et qu'il fallait constamment agiter la préparation pour produire la texture légère associée au produit. Dans les années 1820 et 1830, la disponibilité de la glace dans les villes américaines de la côte Est accrut la demande pour la crème glacée qui restait néanmoins un produit réservé aux plus riches. En 1843, Nancy Johnson inventa une machine permettant de réduire considérablement le travail et le temps nécessaire à la réalisation de la crème glacée et associée à la disponibilité croissante de la glace, elle permit de démocratiser sa consommation.

### Applications commerciales

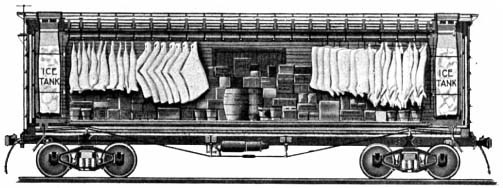
Wagon frigorifique de 1870 avec les conteneurs à glace à chaque extrémité.

Le commerce de la glace révolutionna la conservation et le transport de la nourriture. Avant le XIXe siècle, la conservation reposait sur la salaison ou le fumage mais l'apparition de grandes quantités de glace permit le développement de la réfrigération et de la congélation. Même si l'utilisation de glace pour refroidir la nourriture était un processus relativement simple, il fallut de nombreux essais pour développer des méthodes efficaces et fiables pour contrôler les flux d'airs chaud et froid dans les salles ou les conteneurs. Il fallait ainsi arbitrer entre la conservation du stock de glace en limitant le flux d'air et la préservation de la nourriture qui dépendait d'un flux d'air important pour maintenir de basses températures.
Les premières approches concernant la conservation de la nourriture utilisaient des variantes des glacières traditionnelles pour transporter des petites quantités de produits sur de courtes distances. Thomas Moore, un ingénieur du Maryland, inventa un réfrigérateur primitif qu'il fit breveter en 1803 ; il était composé d'une grande boite en bois isolée avec un conteneur en étain pour la glace au sommet; son fonctionnement reposait plus sur l'isolation que sur la ventilation mais le produit devint populaire auprès des agriculteurs et des petits commerçants et son concept fut largement copié, souvent de manière illégale. Dans les années 1830, des caisses frigorifiques moins encombrants commencèrent à être utilisées dans le commerce de la viande et profitait de la disponibilité grandissante de la glace pour ventiler l'intérieur et améliorer la préservation de la nourriture. Dans les années 1840, l'accroissement des quantités de glace disponibles et une meilleure compréhension du rôle de la circulation de l'air dans le processus de réfrigération permirent un développement rapide de cette technique aux États-Unis.
Avec le développement du réseau ferré américain, la glace naturelle commença à être utilisée pour le transport de plus grandes quantités de marchandises sur de plus longues distances grâce à l'invention du wagon frigorifique. Les premières versions apparurent à la fin des années 1850 et étaient des assemblages grossiers contenant jusqu'à 3 000 livres (1 361 kg) de glace sur laquelle était placée la nourriture. Il fut rapidement remarqué que la viande s'abîmait quand elle était placée directement sur la glace ; dans les versions ultérieures, les quartiers de viande étaient suspendus à des crochets ce qui permettaient d'éviter leur gelure tandis que leur balancement améliorait la circulation de l'air. Après la guerre de Sécession, J. B. Sutherland, John Bate et William Davis déposèrent des brevets sur de nouveaux wagons frigorifiques avec une ventilation améliorée et les stocks de glace placés aux extrémités. Cette amélioration de la ventilation était essentielle pour éviter l'accumulation d'air chaud néfaste à la conservation des marchandises. Du sel était parfois ajouté à la glace pour accroître l'effet refroidissant et congeler le wagon pour encore mieux préserver la nourriture. Au XIXe siècle, l'écartement des rails variait selon les lignes de chemin de fer et cela rendait difficile le transport des cargaisons réfrigérées sur différentes lignes car la glace fondait constamment ; à partir des années 1860, les wagons réfrigérés furent équipés d'essieux ajustables pour accélérer le processus
La glace naturelle devint un élément essentiel du transport de produits alimentaires sur le réseau ferré. Abattre et préparer la viande avant son transport était bien plus rentable qu'acheminer le bétail jusqu'à des abattoirs situés près des lieux de consommation. L'industriel Jonathan Armour avança que la glace et les wagons frigorifiques « firent passer la culture de fruits et de baies d'une entreprise risquée… à une industrie nationale,, ».
Des navires frigorifiques furent également mis au point pour exporter des produits alimentaires initialement depuis les États-Unis puis à partir d'autres pays comme l'Argentine et l'Australie. Les premiers navires stockaient quelques produits réfrigérés avec le chargement principal de glace et les premiers navires à acheminer de la viande réfrigérée au Royaume-Uni adaptèrent ce qui se faisait sur les wagons en plaçant de la glace à chaque extrémité avec un ventilateur pour maintenir la viande froide. Une version améliorée développée par James Craven pompait une solution salée à travers la glace puis dans la soute pour refroidir et assécher l'atmosphère et ainsi mieux préserver la viande. La glace naturelle fut aussi utilisée dans l'industrie halieutique pour préserver les prises. En 1858, la flotte de pêche de Grimsby commença à embarquer de la glace pour permettre la conservation de plus grosses prises et prolonger les séjours en mer et l'industrie halieutique devint le premier consommateur de glace en Grande-Bretagne,.
Il existait également de nombreux autres usages pour la glace naturelle. Elle fut largement utilisée en médecine pour essayer de traiter des maladies, soulager les patients et rendre le séjour dans des hôpitaux en zone tropicale plus agréable. À Calcutta par exemple, une portion de chaque cargaison de glace était spécialement attribuée aux médecins. À partir du milieu du XIXe siècle, la Royal Navy utilisait de la glace importée pour refroidir l'intérieur des tourelles de ses navires. En 1864, et après plusieurs tentatives, des œufs de saumon préservées par de la glace furent acheminés de Grande-Bretagne en Australie et permirent la création de l'industrie salmonicole de Tasmanie.